# Orient-Express
Pour les articles homonymes, voir Orient-Express (homonymie).

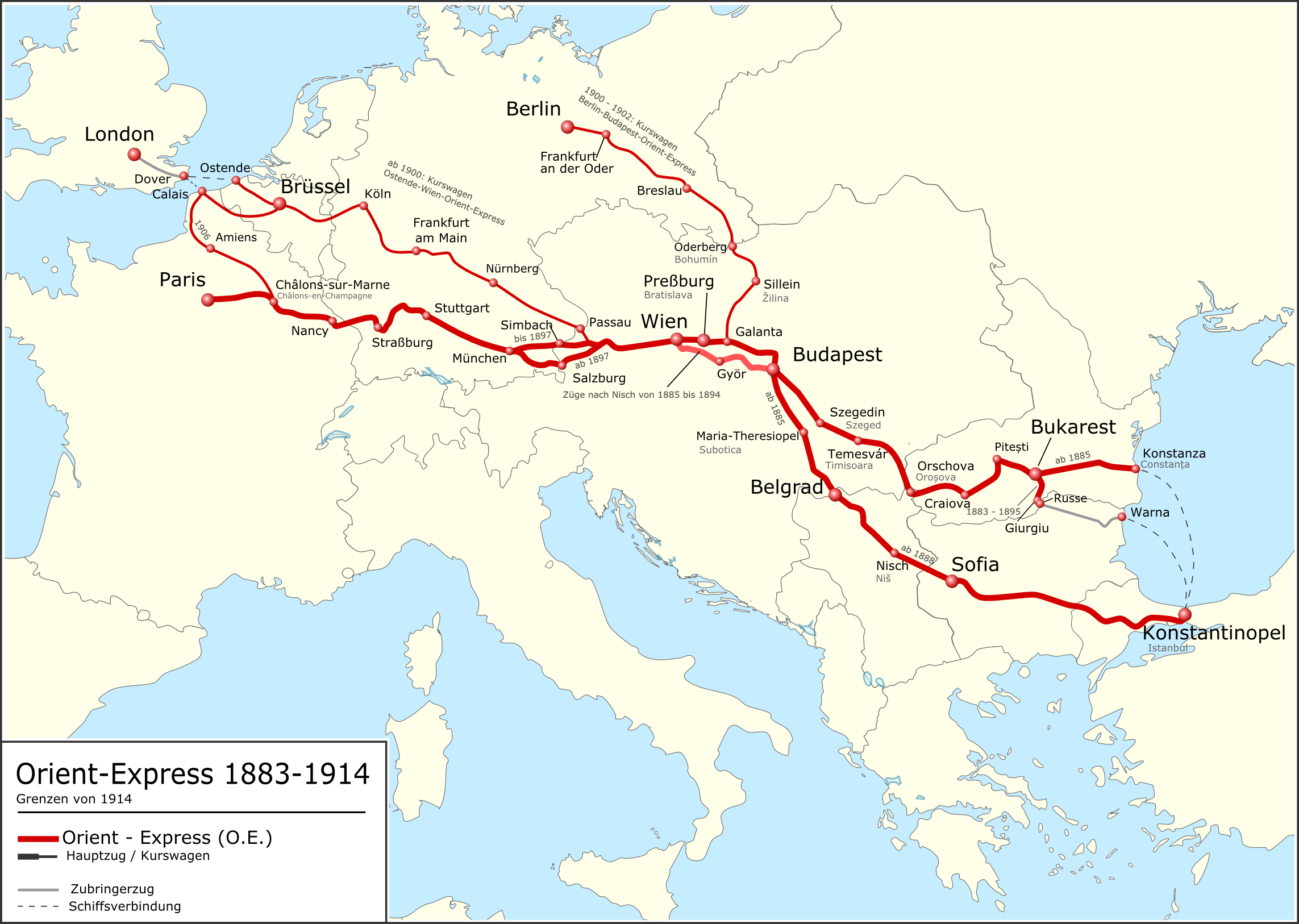
Plusieurs trajets empruntés par l'Orient-Express entre 1883 à 1914.

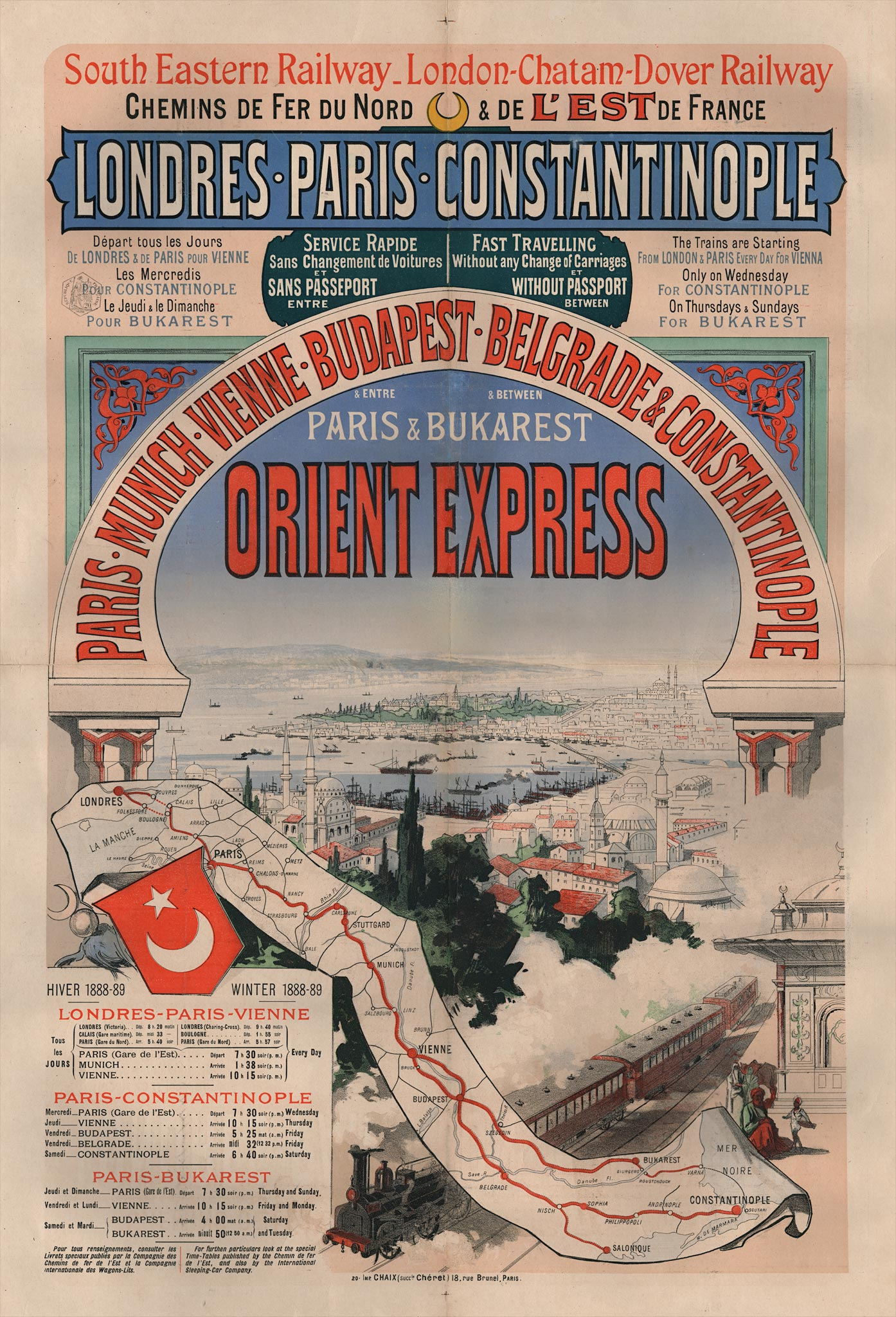
Publicité d'époque.

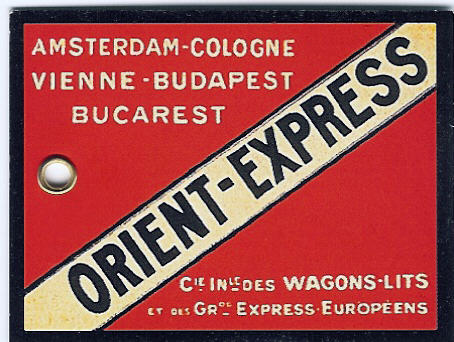
Étiquette à bagage.

L'Orient-Express est un train de luxe créé par la Compagnie internationale des wagons-lits (CIWL) qui, depuis 1883, assure la liaison entre Paris et Vienne puis Venise, à partir de 1919, puis Constantinople, officiellement renommé Istanbul en 1930, desservant plusieurs capitales de nations européennes. Dans les années 1920, avec des artistes-décorateurs comme René Prou ou bien René Lalique, le style « Orient-Express » atteignit son apogée. C'est après plusieurs changements d'itinéraire, deux guerres et enfin par l'abaissement continu de son prestige pendant la Guerre froide, que le service quotidien Direct-Orient-Express vers Istanbul et Athènes cessa en 1977, vaincu par la faiblesse de sa vitesse commerciale (à peine 55 km/h vers la fin) due aux interminables arrêts douaniers dans les pays communistes traversés, ainsi qu'à l'état obsolète de leurs réseaux, et malmené par la concurrence grandissante de l'aviation de masse.
Depuis 1982, un nouveau train de luxe régulier, assuré par une compagnie privée, le Venise-Simplon-Orient-Express, a pris le relais sur le trajet Boulogne-sur-Mer (désormais Calais) – Paris – Venise, via Innsbruck ou Vienne, avec parfois un prolongement vers Istanbul. La marque Orient-Express est cependant restée propriété de la SNCF, toute compagnie privée devant utiliser une appellation à ajout (comme le Venise-Simplon-Orient-Express). Le Paris-Vienne a roulé sous l'appellation Orient-Express jusqu'en 2009, date depuis laquelle son exploitation par la SNCF est suspendue. La SNCF a racheté au groupe Accor les sept voitures du Pullman-Orient-Express, restaurées par la Compagnie des wagons-lits, afin de les incorporer dans les convois de la société Train-Expo ou de les proposer à la location par des entreprises ou des particuliers. Du fait de la crise économique, leur utilisation dans la circulation de dîners-voyages, assurée précédemment, n'est pas jugée viable pour le moment. C'est une partie de ces voitures d'époque qui est parquée en 2014 le long de l'Institut du monde arabe, dans le cadre de l'exposition Il était une fois l'Orient-Express.
En 2016, un événement vient renverser la situation : la découverte par l'historien de la SNCF Arthur Mettetal d'une rame ayant composé le Nostalgie-Istanbul-Orient-Express (v. infra) remisée sur une voie à la frontière de la Pologne et de la Biélorussie. Des négociations sont engagées par la SNCF sous la houlette de son directeur, Guillaume Pepy, pour son acquisition. Démarche fructueuse aboutissant à l'achat de seize voitures Orient-Express emmenées deux ans plus tard dans les Ateliers de Construction du Centre (ACC M) à Clermont-Ferrand. Vingt-trois voitures du train mythique appartenant désormais à la SNCF, le projet d'un nouveau train Orient-Express est relancé en partenariat avec le groupe Accor avec pour objectif une mise en service en 2024. Finalement, Accor devient propriétaire de l'ensemble des droits sur le nom.

## Histoire

### Les origines de l'Orient-Express (1867-1883)

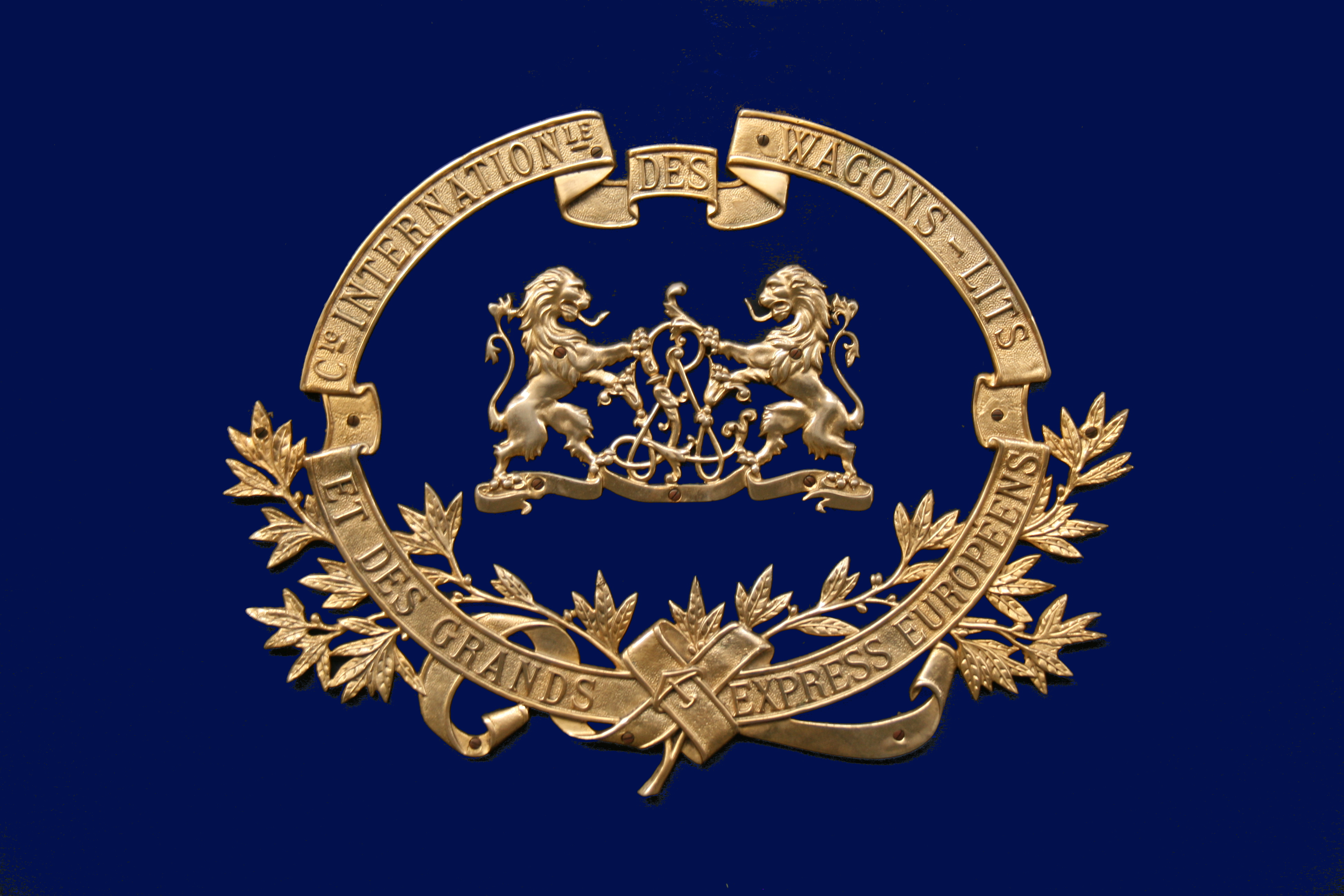
Logo de la Compagnie internationale des wagons-lits (et des grands express européens).

Lors d'un voyage de plusieurs mois aux États-Unis en 1867, l'ingénieur belge Georges Nagelmackers découvre les sleeping-cars (wagons-lits) conçus par l'industriel américain George Pullman. Si ces trains sont bien plus avancés technologiquement que ceux européens, ils s'avèrent être plutôt inconfortables selon l'avis même de la clientèle. À l'opposé, Nagelmackers observe les luxueux aménagements des paquebots transatlantiques. Dès lors, il revient en Europe avec l'idée de créer des trains de nuit de luxe à destination d'une clientèle aisée et publie son projet quelques années plus tard dans le livre Projet d'installation de wagons-lits sur les chemins de fer du continent. Mais le franchissement des frontières pose à la fois des difficultés techniques — les normes ferroviaires varient selon les pays — et diplomatiques — des tensions existent entre les États. Le Belge entame de nombreuses négociations qui se trouvent interrompues par la guerre franco-allemande de 1870,,,,.
Georges Nagelmackers fonde en octobre 1872 la société « Georges Nagelmackers et Cie » avec le soutien du Roi des Belges Léopold II. Grâce à des conventions signées avec les compagnies ferroviaires nationales, il parvient à accrocher ses premiers wagons-lits aux trains circulant entre Paris (France) et Vienne (Autriche) puis entre Paris et Berlin (Allemagne). Mais l'entreprise connaît des difficultés financières et les banques se retirent. À la recherche de financement, Nagelmackers fait la rencontre à Londres (Royaume-Uni) du colonel américain William d'Alton Mann, riche inventeur dépositaire d'un brevet de wagon-lits doté de compartiments ouvrant sur un couloir latéral. Les deux hommes s'associent et fondent en janvier 1873 la « Mann's Railway Sleeping Car Company ». En août 1875, Nagelmackers rachète les parts de son associé. Le 4 décembre 1876, il fonde à Bruxelles la « Compagnie internationale des wagons-lits » qui devient en 1884 la « Compagnie internationale des wagons-lits et des grands express européens » en accord avec le développement de son activité,,,,.
Le 10 octobre 1882, la Compagnie des wagons-lits lance un aller-retour Paris-Vienne exceptionnel dans un train de luxe baptisé « Train Éclair ». Composé de quatre voitures-lits, d'une voiture-restaurant et de deux fourgons, le train relie les deux capitales en 27 h 53 min. C'est la première fois que la Compagnie affrète son propre train,.

### Les débuts de l'Orient-Express (1883-1914)

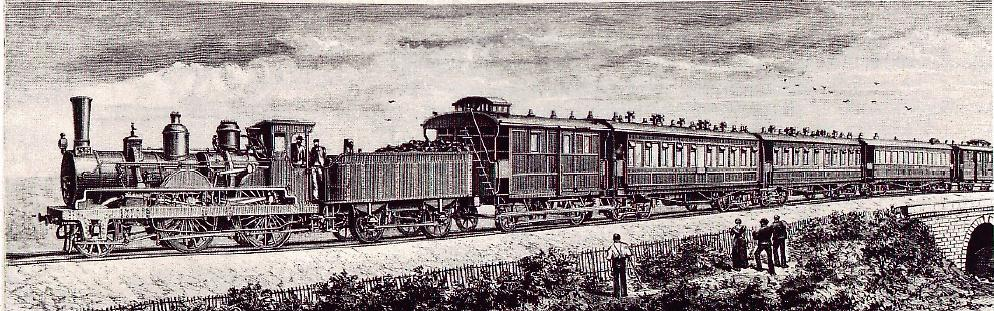
Gravure du premier Orient-Express en 1883.

Le Paris-Vienne ayant beaucoup de succès, Georges Nagelmackers a l'idée de le prolonger vers Constantinople, capitale de l'Empire ottoman. La vogue de l'orientalisme n'a pas reflué et cet empire ne cesse de fasciner. De plus, les deux  grandes puissances européennes, la France et la Grande-Bretagne, veulent soutenir ce géant moribond pour empêcher la Russie et l'Autriche-Hongrie de se partager ouvertement le contrôle des dernières régions européennes de l'Empire. Ainsi, les observateurs européens de l'époque voient dans cette nouvelle voie ferrée « l'annexion de Constantinople au monde occidental », tandis que pour les Ottomans, c'est en fait « l'Occident Express ».
Le 5 juin 1883 à 19 h 30, a lieu de la gare de Strasbourg (actuelle gare de l'Est) à Paris le premier départ de l'« Express d'Orient », déjà appelé aussi « Orient-Express » à destination de Constantinople (Turquie). Selon certaines sources, les passagers étaient tous des hommes, à qui il avait été recommandé de porter par précaution une arme à feu,,,. Après cette mise en service, l'inauguration officielle a lieu le 4 octobre de la même année. Une foule composée notamment de journalistes, d'artistes et de personnalités des mondes politique et ferroviaire se presse sur les quais pour assister au départ de son voyage inaugural, auquel sont conviés vingt-quatre passagers, dont deux femmes. Parmi eux se trouvent des membres de la Compagnie des wagons-lits, dont le directeur et fondateur Georges Nagelmackers, des hommes politiques et hauts fonctionnaires français et belges, des représentants des grandes compagnies de chemin de fer français, des journalistes français et étrangers tels que Georges Boyer (Le Figaro) et Henri Opper de Blowitz (The Times), et le romancier Edmond About. Le prix des places, 700 francs-or, représente la moitié d'un salaire annuel d'un ouvrier qualifié.
L'Express d'Orient fait l'aller-retour Paris-Constantinople de 3 094 km en moins de deux semaines : parti le 4 octobre 1883 à 19 h 30, à l'arrêt pendant cinq jours, il est de retour le 16 octobre à 6 h. Ainsi, le trajet de Paris à Constantinople n'a pris que quatre jours là où, jusqu'alors, la liaison maritime Marseille-Constantinople en nécessitait une quinzaine. C'est une révolution rapportée par une presse enthousiaste. Cependant, le trajet n'est pas encore direct : le train traverse l'Europe de Paris (France) à Bucarest (Roumanie) via Strasbourg, Munich (Allemagne), Vienne (Autriche) et Budapest (Hongrie). En l'absence de pont permettant de traverser le cours inférieur du Danube, les passagers doivent prendre un bac entre Giurgiu (Roumanie) et Roussé (Bulgarie) pour franchir le fleuve et la frontière. Ils prennent ensuite un autre train à destination de Varna, port bulgare sur la mer Noire, où ils embarquent à bord du navire à vapeur Espero qui les emmène en une quinzaine d'heures jusqu'à Constantinople sur le Bosphore. De plus, au luxe du train s'ajoutent des animations comme un concert de musique tzigane et la visite du château de Peleș en Roumanie,,,,.
En 1885, le service devient quotidien entre Paris et Vienne,. Cette même année, une nouvelle voie ferrée est ouverte de Budapest (Hongrie) à Constantinople (Turquie) via Belgrade (Serbie) et Sofia (Bulgarie), mais les passagers doivent encore prendre une diligence entre la ville serbe de Niš et la ville bulgare de Plovdiv. Le premier juin 1889, l'achèvement du dernier tronçon de la ligne permet à la liaison d'être intégralement effectuée en train,.

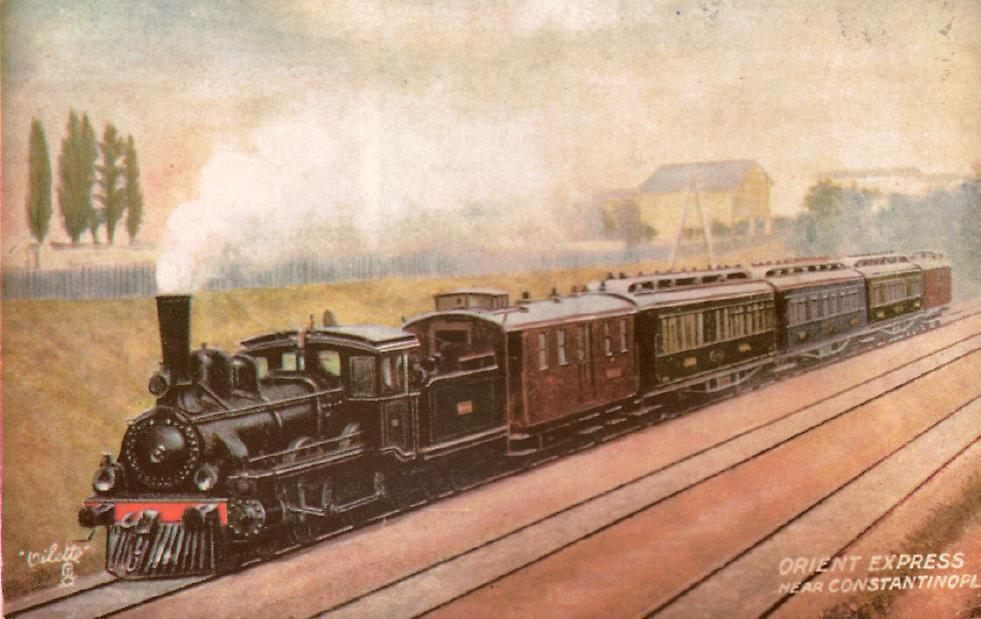
Carte postale de l'Orient-Express près de Constantinople en 1900.

En 1891, l'Express d'Orient est renommé « Orient-Express », mais continue à être désigné sous son appellation initiale dans la version française du nouveau traité conclu en 1899 entre les douze administrations nationales des chemins de fer concernées et la Compagnie internationale des wagons-lits. À cette époque, les passagers sont libérés des contraintes administratives, la Compagnie s'occupant de présenter les passeports à chaque passage de frontière. Le train devient un axe de communication majeur vers l'Orient, attirant une clientèle fortunée mais variée comme des célébrités, des demi-mondaines, de riches marchands, et même des espions en mission. Ce microcosme va inspirer de nombreux artistes tel qu'Agatha Christie. L'Orient-Express est un chef-d'œuvre de l'Art nouveau et de l'Art déco à tous les niveaux (marqueterie, maroquinerie, tapisserie, argenterie, vaisselle…), mais son luxe et la richesse présumée de sa clientèle suscitent des convoitises. Ainsi, le 31 mai 1891, à Tcherkeskoï (Thrace orientale), des bandits de grand chemin attaquent le train et repartent avec un butin de 120 000 livres sterling et cinq voyageurs en otage. L'année suivante, le train est mis en quarantaine en raison d'une épidémie de choléra survenue à bord,,.
En 1894, une liaison appelée « Ostende-Vienne-Orient-Express » relie Ostende et Bruxelles (Belgique) à Vienne (Autriche) où les wagons se raccrochent à l'Orient-Express venant de Paris. De la même manière, une autre liaison de prestige appelée « Berlin-Budapest-Orient-Express », composée de matériel luxueux, relie Berlin (Allemagne) à Budapest (Hongrie) à partir du 1er mai 1900, quotidienne d'abord, puis bi-hebdomadaire, puis hebdomadaire jusqu'à sa disparition le 1er octobre 1902, faute de fréquentation suffisante.
Grâce au succès de l'Orient-Express, la Compagnie des wagons-lits se développe : elle lance d'autres trains de luxe vers de nouvelles destinations (le Sud-Express entre Paris et Madrid/Lisbonne, le Rome Express entre Calais et Rome, le Riviera Express entre Amsterdam/Berlin et Nice), fonde en 1894 la Compagnie internationale des Grands Hôtels qui ouvre des hôtels de luxe dans les principales étapes des lignes pour ses voyageurs (Pera Palace à Constantinople, Élysée Palace à Paris, Riviera Palace à Beausoleil),,.

### La Première Guerre mondiale (1914-1918)
Déjà affecté par les guerres balkaniques en 1912 et 1913, l'Orient-Express est limité au trajet entre Vienne et Budapest en août 1914 à la suite du déclenchement de la Première Guerre mondiale. Mais rapidement, l'Empire allemand et l'Autriche-Hongrie réquisitionnent les voitures de chemin de fer situées sur leur territoire pour créer fin 1916 leur propre compagnie des wagons lits, la Mitteleuropäische Schlafwagen und Speisewagen Gesellschaft abrégée en Mitropa. Dès janvier 1916, un train militaire, le Balkanzug (Train des Balkans), symbole pour la construction de la Mitteleuropa, reliait Strasbourg — alors allemande —, Berlin et Constantinople. À l'Ouest, les wagons-lits sont également réquisitionnés pour être transformés en ambulances de campagne,. À la fin de la guerre, toutes les voitures étant éparpillées ou détruites, la Compagnie des wagons-lits doit vendre ses hôtels pour reconstruire son parc de voitures. Le sort des trains internationaux comme l'Orient-Express est débattu lors du Traité de Versailles de 1919,,.
La voiture-restaurant no 2419 de l'orient-Express (Compagnie des Wagons Lits) construit en 1913 rentre dans l'Histoire comme le wagon de l'Armistice. Transformé en bureau/salon pour le général Foch, commandant en chef des armées alliées, il est positionné dans la clairière de Rethondes en forêt de Compiègne. L'Armistice du 11 novembre 1918 entre l'Allemagne et les Alliés y est alors signé. La Compagnie des wagons-lits fait don de ce wagon à l'État français en 1921,,,,.

### L'âge d'or de l'entre-deux-guerres (1919-1939)

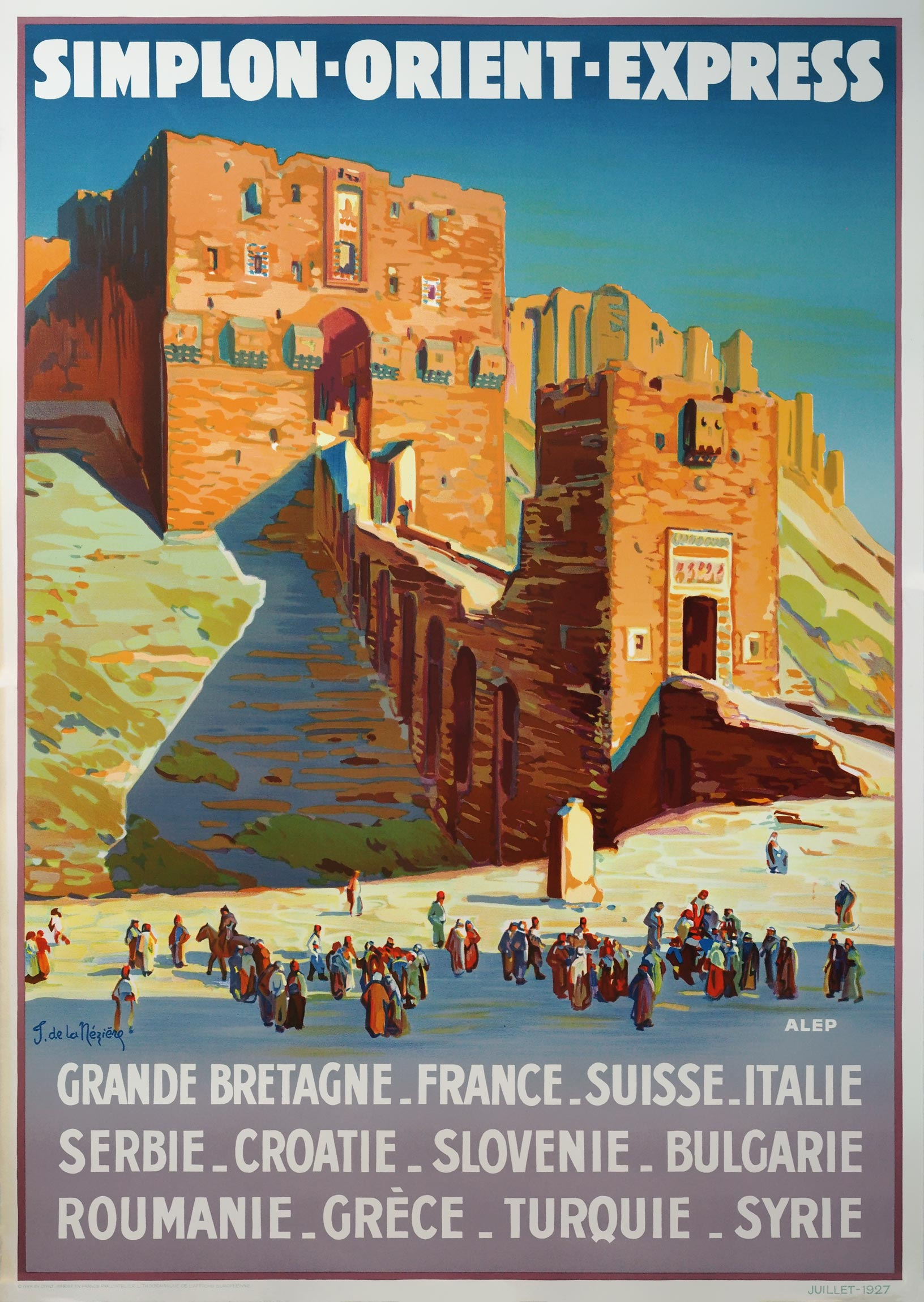
Affiche CIWL pour le Simplon-Orient-Express.

Après la guerre, la situation géopolitique ne permet pas de rétablir l'Orient-Express dans son trajet initial passant par l'Allemagne. En avril 1919, un second parcours est mis en place grâce au nouveau tunnel du Simplon percé sous les Alpes entre la Suisse et l'Italie. Le « Simplon-Orient-Express » relie Calais — voire Londres grâce à une correspondance en bateau par Douvres — à Constantinople en moins de deux jours et demi via Lausanne (Suisse), Milan, Venise (Italie), Belgrade (Yougoslavie) et Sofia (Bulgarie). Ce trajet plus court par l'Europe du Sud devient rapidement plus populaire que son aîné du Nord l'Orient-Express rétabli quelques années plus tard,,,. De plus, ce dernier s'arrête désormais à Bucarest (Roumanie) et ne dessert plus Constantinople.

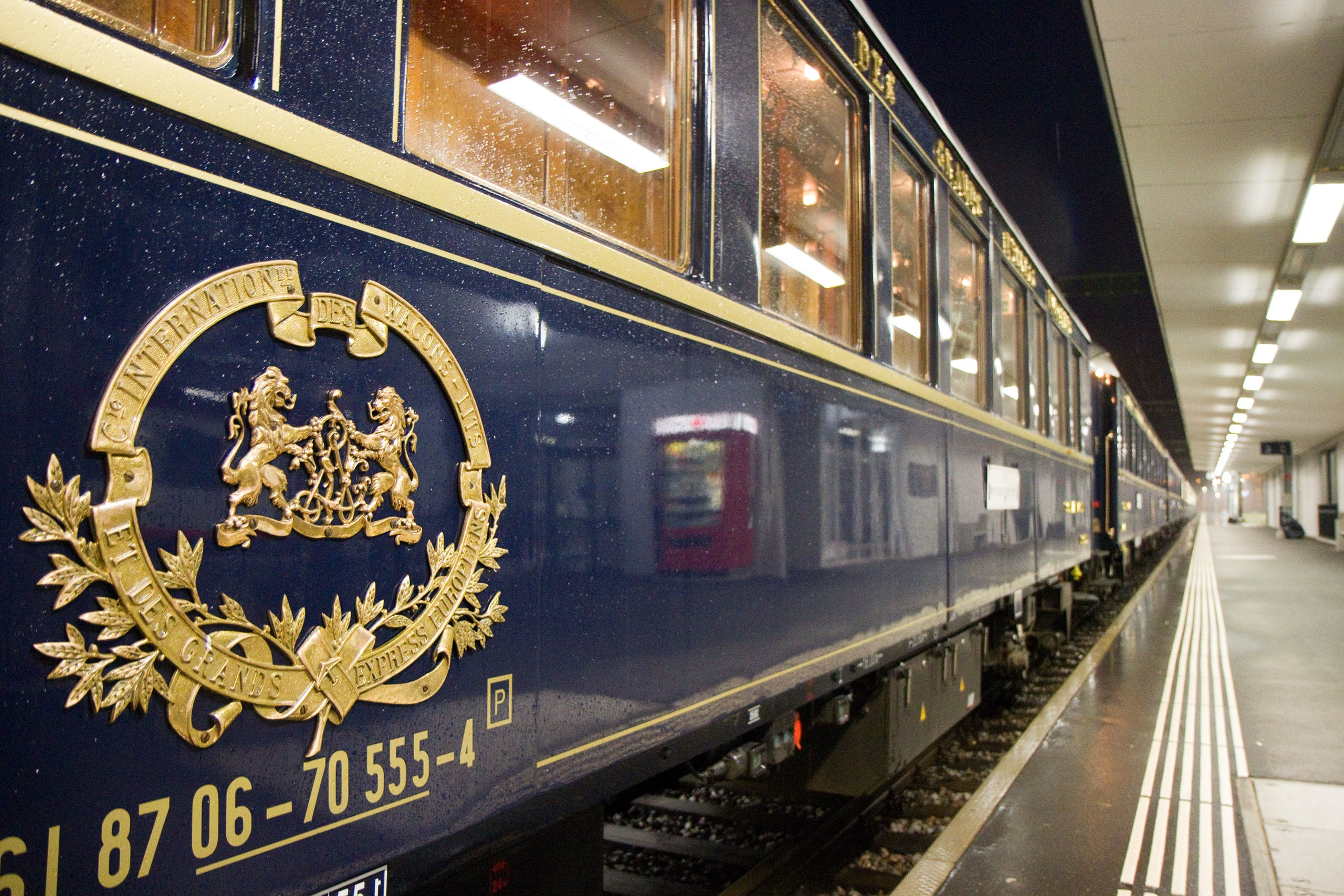
Voiture de l'Orient-Express CIWL.

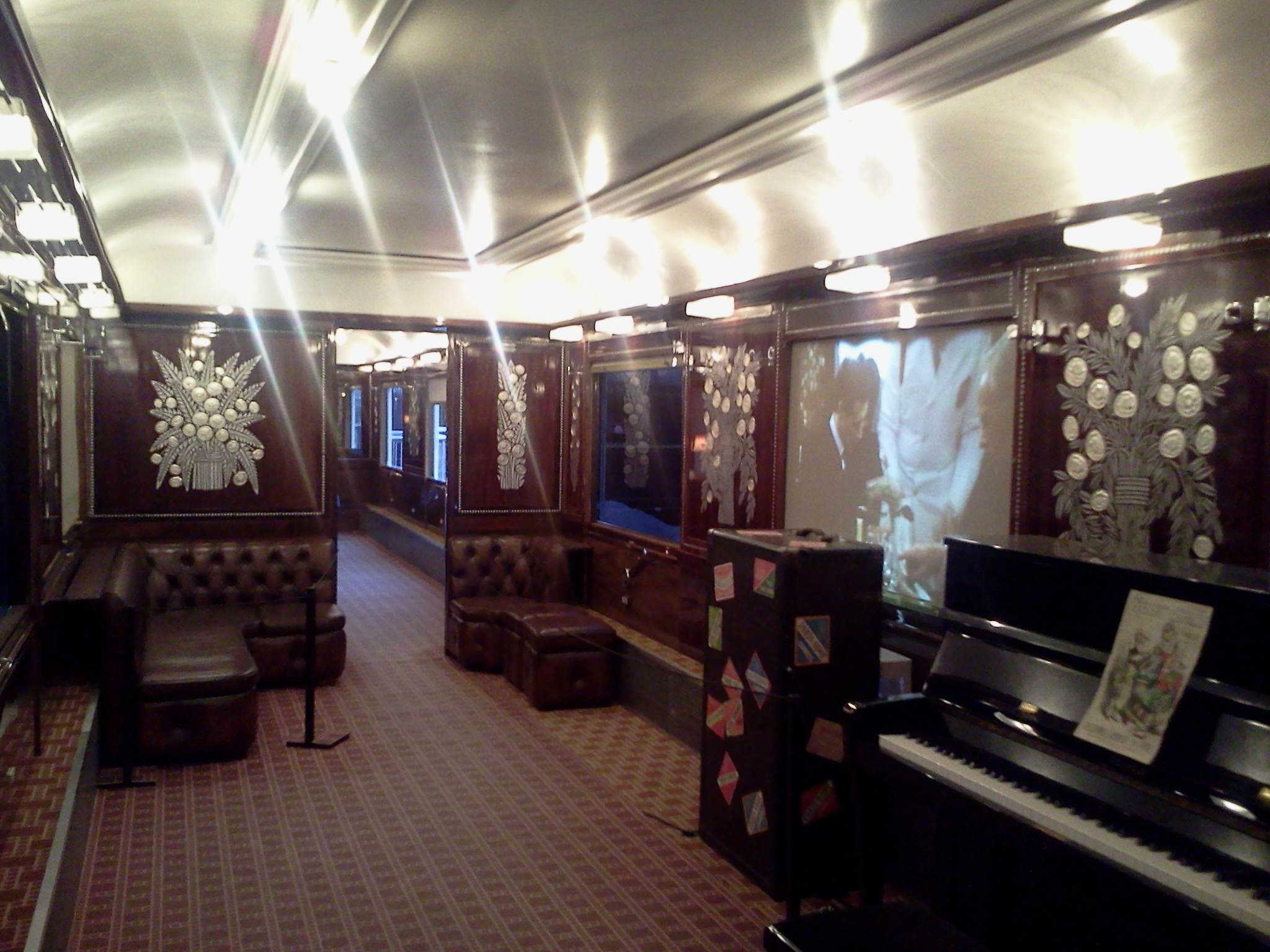
Intérieur d'une voiture-bar de l'Orient-Express exposée en 2014 à Paris.

En 1922, toutes les voitures en teck sont remplacées par des voitures métalliques plus confortables. Ces dernières sont peintes d'une couleur bleu nuit avec des liserés de couleur or. Ces couleurs auraient été choisies par le directeur M. Noblemaire en souvenir de sa tenue de chasseurs alpins. La décoration intérieure d'inspiration Art déco est confiée à de grands artistes tels qu'Albert Dunn et René Prou pour la marqueterie, et René Lalique pour la verrerie.
À la suite de l'occupation de la Ruhr par les Français, les Allemands interrompent en représailles le passage de l'Orient-Express sur leur territoire de janvier 1923 à novembre 1924.
En 1924, un troisième parcours appelé « Suisse-Arlberg-Vienne-Express » relie Paris à Vienne via Zurich (Suisse) et Innsbruck (Autriche) et dessert les stations de ski en vogue des Alpes. Il est étendu jusqu'à Budapest (Hongrie) et Bucarest (Roumanie) quelques années plus tard, et jusqu'à Athènes (Grèce) en 1932. Il est alors renommé « Arlberg-Orient-Express ». Cette même année, l'Orient-Express va de nouveau jusqu'à Istanbul (ex-Constantinople),.
Il faut cependant noter qu'à la suite des rectifications de frontières provoquées par les nouveaux rapports de forces, et notamment la création de la République Turque, après la chute de l'Empire Ottoman, le traité de Lausanne de 1923 a provoqué une complication du statut international du train. Il quittait en effet la Bulgarie à Svilengrad, pour entrer en Grèce, puis faire une brève incursion en Turquie près d'Edirne, avant de repasser sur une centaine de kilomètres en Grèce, pour finalement la quitter définitivement à Pythion en regagnant la Turquie à Uzunköprü. Le détail du fonctionnement de ce transit était prévu par un règlement de la Société des Nations du 25 novembre 1937, resté en vigueur jusqu'en 1971, année où a été mise en service une ligne directe Svilengrad  – Kapikule  – Edirne  – Pehlivanköy, supprimant les détours en territoire grec et réduisant le trajet vers Istanbul à 463 km.
En 1926, un service de première classe combinant train et bateau, « La Flèche d'or / The Golden Arrow », est mis en service entre Londres et Paris avec des voitures Pullman. En 1930, l'Orient-Express se voit prolongé par le « Taurus Express » qui conduit les passagers plus à l'Est vers Damas (Syrie) ou Bagdad (Irak) voire jusqu'au Caire (Égypte),.
Dans sa longue histoire, l'Orient-Express a connu plusieurs accidents parfois rocambolesques. Le 30 juin 1919, l'Orient-Express arrivant de Bucarest est bloqué plusieurs jours à la frontière yougoslave, faute de combustible. Excédés par l'attente, les voyageurs finissent par se cotiser pour acheter un wagon de bois et repartir,. Durant l'hiver 1929, l'Orient-Express se retrouve bloqué par la neige pendant cinq jours près de Tcherkesskeuy en Thrace orientale à 130 km de Constantinople (Turquie). La température dans les voitures atteint les −10 °C, poussant un Maharaja à acheter à prix d'or les manteaux des autres voyageurs pour couvrir ses sept femmes. Affamés, certains passagers s'aventurent dehors pour échanger des œufs contre leurs bijoux au village le plus proche et finissent par chasser le loup. Cette aventure inspira à Agatha Christie la toile de fond de son roman Le Crime de l'Orient-Express,,.
Une légende voudrait que le 12 septembre 1931, lorsque des terroristes font sauter le viaduc de Biatorbágy (Hongrie), et que la locomotive et plusieurs voitures d'un train tombent dans le vide, faisant une vingtaine de morts et une centaine de blessés, il s'agisse de l'Orient-Express. L'artiste Joséphine Baker qui se serait trouvée à bord, en serait sortie indemne et se serait mise à chanter pour réconforter les survivants,. En réalité, c'est un autre train de la Compagnie internationale des wagons-lits qui a été victime de cet accident.
Dans les années 1930, l'Orient-Express consiste en une famille de trains de luxe reliant l'Europe de l'Ouest à l'Europe de l'Est et du Sud. Il y a trois trajets reliant Paris et Calais (France) à Istanbul (Turquie), Athènes (Grèce) et Constanța (Roumanie) : l'Orient-Express, le Simplon-Orient-Express et l'Arlberg-Orient-Express ; auxquels s'ajoutent des liaisons vers Amsterdam (Pays-Bas) et Bruxelles (Belgique) avec l'Ostende-Vienne-Orient-Express, vers Berlin (Allemagne) et Prague (République tchèque) avec le Berlin-Budapest-Orient-Express et vers Londres (Royaume-Uni) avec La Flèche d'or. Les voitures sont échangées entre les différents trains et parcours aux points d'intersection tels que Vienne (Autriche), Budapest (Hongrie) et Belgrade (Yougoslavie),.
En 1936, la Compagnie des wagons-lits lance le « Night Ferry », le premier train de nuit direct entre Londres et Paris. Il traverse la Manche grâce à un ferry ferroviaire dans lequel sont embarqués les wagons-lits.

### La Seconde Guerre mondiale (1939-1945)
Le déclenchement de la Seconde Guerre mondiale en 1939 marque un nouvel arrêt pour l'Orient-Express. La société allemande Mitropa lance de nouveau sa version du train de luxe à l'attention des dignitaires nazis en s'appropriant les wagons de la Compagnie internationale des wagons-lits. Mais l'entreprise n'est pas un succès à cause des résistants qui sabotent régulièrement les lignes de chemin de fer,.
À la fin de la guerre, de nombreuses gares, voies et ponts sont inutilisables à cause des bombardements et beaucoup de voitures ont été détruites. Au total, 189 voitures ont été perdues et plus de 300 ne sont plus en état de rouler,.

### Le lent déclin jusqu'à la fin de l'Orient-Express (1945-2009)
Après la guerre, les trois lignes de l'Orient-Express sont remises en service les unes après les autres. À l'automne 1945, l'Arlberg-Orient-Express relie de nouveau Paris et Innsbruck (Autriche) tandis que la ligne du Simplon-Orient-Express est rouverte jusqu'à Venise (Italie). À l'été 1946, l'Orient-Express relie Paris et Vienne. En 1947, le Simplon-Orient-Express se rend de nouveau jusqu'à Istanbul (Turquie), mais Athènes (Grèce) n'est toujours pas desservie à cause de la fermeture de la frontière entre la Grèce et la Yougoslavie. Lorsqu'elle rouvre en 1951, c'est au tour de la Bulgarie d'interdire le franchissement de sa frontière, rendant Istanbul inaccessible jusqu'en 1952,,. L'Orient-Express et l'Arlberg-Orient-Express sont progressivement étendus jusqu'à Budapest (Hongrie) et Bucarest (Roumanie).
Mais avec la Guerre froide, les « démocraties populaires » d'Europe de l'Est acceptent mal ce « cordon occidental » traversant leurs frontières. Les contrôles aux frontières s'intensifient causant un fort ralentissement de la vitesse moyenne du train. Ce dernier est pris à la fois par les diplomates, les espions et les trafiquants en tout genre, tandis que les réfugiés politiques s'y cachent pour franchir le rideau de fer. Les confortables voitures-lits de la Compagnie des wagons-lits sont progressivement remplacées par des voitures-couchettes ordinaires des pays communistes qui lancent leurs propres services : le Balte-Orient-Express en 1948, le Tauern-Express en 1951 et le Balkan-Express en 1955. Ainsi l'Orient-Express perd son appellation de train de luxe à partir de 1948,,,.

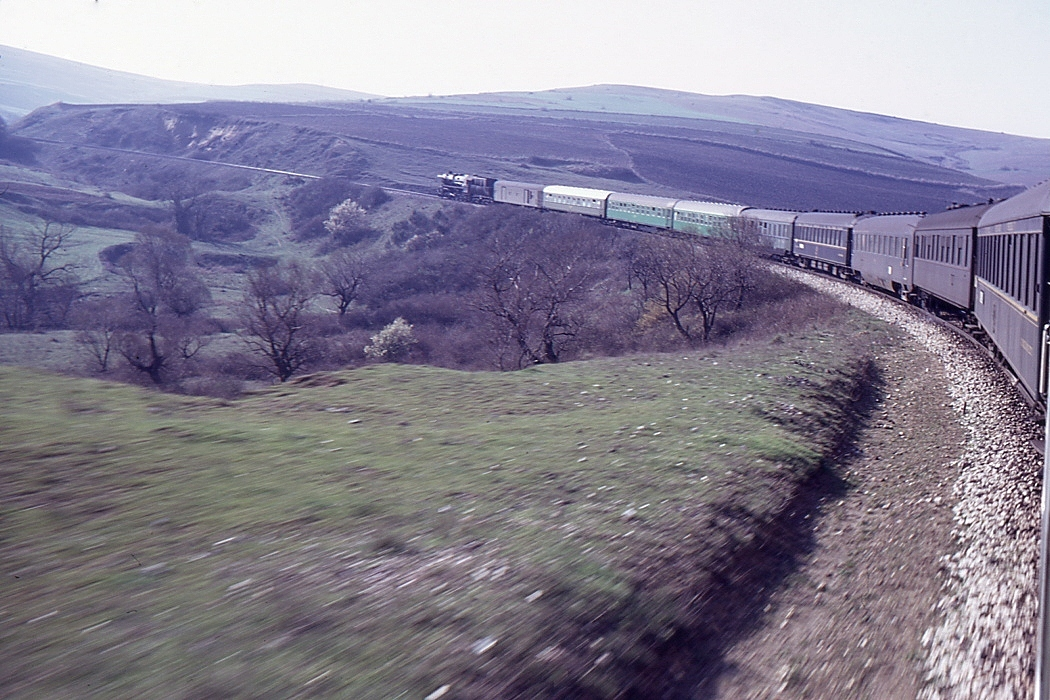
Les tranches multiples du Direct-Orient-Marmara-Express entre Pehlivanköy et Istanbul en mars 1970. Le wagon-lits (rutilant) et la voiture (places assises), en provenance de Paris, sont au milieu du train, entre le creux du talus et les premiers arbres.

L'année 1962 marque un véritable tournant dans l'histoire de l'Orient-Express. À compter du 27 mai, date d'entrée en vigueur du service d'été, faute d'une fréquentation suffisante, l'Arlberg-Orient-Express avec voitures directes pour Bucarest disparaît et est remplacé par l'Arlberg-Express, limité au parcours Paris-Vienne. L'Orient-Express fait le même parcours, mais comprend quelques voitures pour Budapest et une voiture-lits française, quatre fois par semaine vers Bucarest, jusqu'en 1986.
Le Simplon-Orient-Express quant à lui est remplacé par deux trains,,. D'une part, le « Simplon-Express », un rapide quotidien, d'abord limité aux parcours Paris-Trieste du 1er novembre au 15 mars et Paris-Zagreb le reste de l'année, devenant régulier vers Belgrade en 1979 et composé de matériel moderne panaché français et yougoslave, plus une tranche française limitée à Venise avec voiture-restaurant entre Paris et Dole. D'autre part, le « Direct-Orient » pour Belgrade, également quotidien, qui, au-delà de cette ville, se sépare à Niš en deux tranches, l'une vers Athènes et l'autre vers Istanbul. Ce train aux très nombreux arrêts comporte depuis Paris un wagon-lits deux fois par semaine jusqu'à Istanbul, trois fois par semaine vers Athènes, les autres jours limité à Belgrade (ce dernier, sous-utilisé, est rapidement supprimé). En 1967, d'autres ajustements ont lieu à la suite de l'augmentation progressive des voitures directes en provenance d'Allemagne et d'Autriche. La branche Paris-Belgrade conserve l'appellation « Direct-Orient », et deux trains distincts à tranches multiples sont formés depuis Belgrade, l'un vers Athènes dénommé « Athènes-Express », l'autre vers Istanbul dénommé « Marmara-Express », comprenant chaque jour une voiture DEV mixte 1re et 2e classe et quatre fois par semaine un wagon-lits en provenance de Paris. Faute d'une fréquentation suffisante, un an plus tard, la fréquence hebdomadaire de circulation du wagon-lits est réduite à deux (mardi et samedi au départ de Paris).
En 1971, la Compagnie des wagons-lits décide de ne plus assurer la maintenance de son matériel et de le louer ou de le céder aux compagnies ferroviaires nationales, en continuant d'assurer le service à bord, par la constitution, pour les voitures-lits, du pool européen Trans-Euro-Nuit (TEN), pendant nocturne des Trans-Europ-Express. Cette même année, le Direct-Orient-Express est mis en correspondance, entre Istanbul et Téhéran (Iran) avec le « Vangolü-Express » — actuel « Trans-Asia-Express » — sous l'impulsion du Chah d'Iran Mohammad Reza Pahlavi. L'année suivante, le Taurus-Express entre Istanbul et Bagdad est accéléré et une correspondance est établie jusqu'à Beyrouth (Liban).

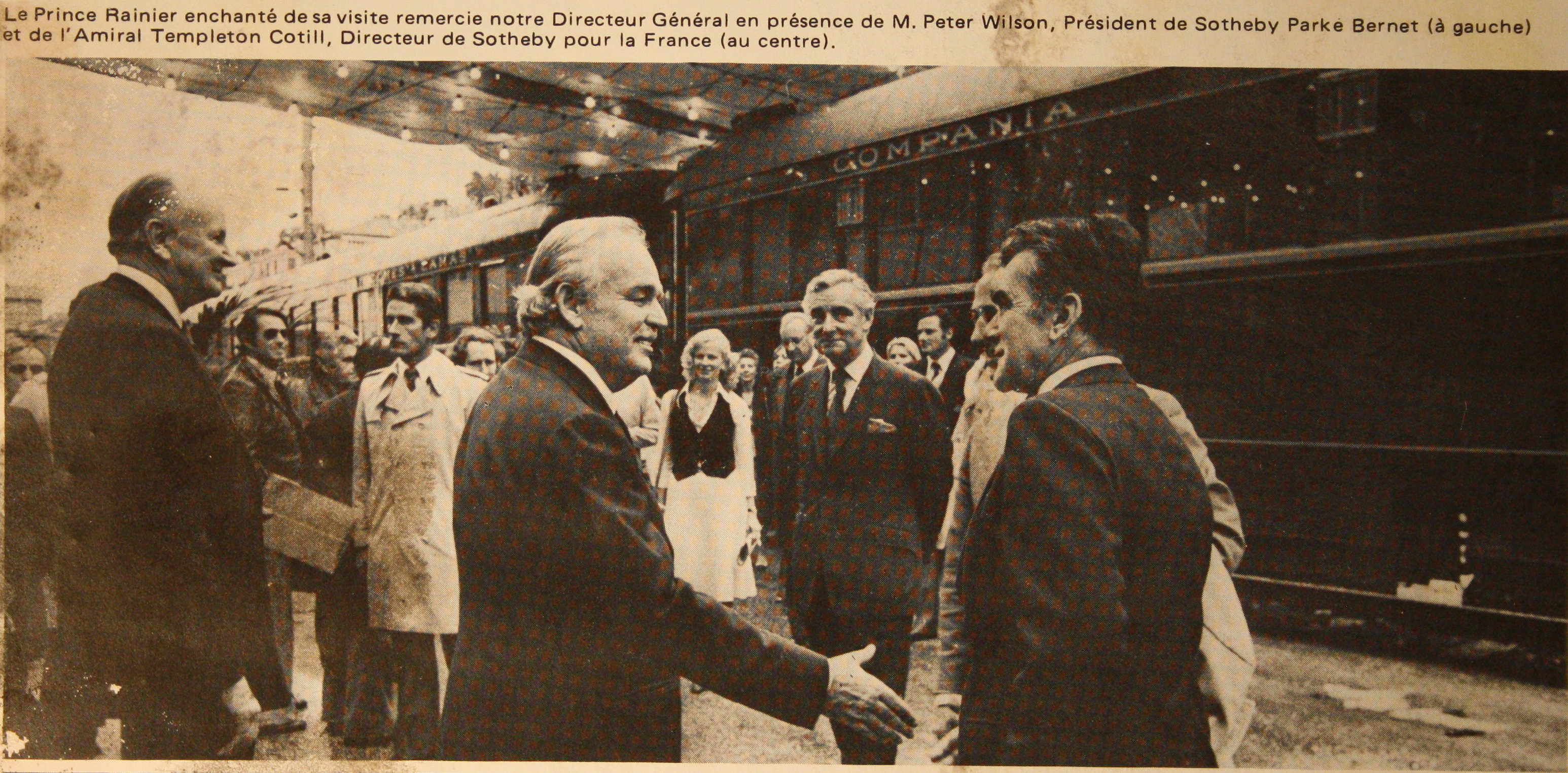
Le prince Rainier III à la vente aux enchères de voitures de l'Orient-Express à Monaco en 1977.

En 1976, la SNCF tente de relancer l'Orient-Express sur les lignes Paris-Istanbul (3 050 km) et Paris-Athènes (3 242 km) en le rénovant et en l'accélérant. Les voitures doivent être plus spacieuses et plus confortables et la durée du trajet doit passer de trois à deux nuits. Mais face aux conflits et aux oppositions politiques, le projet est abandonné. Face à cet échec et à la baisse de fréquentation, la SNCF décide d'arrêter le Direct-Orient-Express. Le dernier train quitte la voie J de la gare de Lyon à Paris le 20 mai 1977 sous les éclairs des appareils-photos de la presse mondiale, après des années d'indifférence générale à son endroit,,. Quelques mois plus tard, cinq voitures dont trois de l'Orient-Express (LX 3489 , 3543 et 3548), la Pullman Sud-Express 2741 et la Pullman Côte d'Azur 4163, astiquées pour l'occasion mais à rénover complètement, sont vendues aux enchères à Monaco, dont deux sont acquises par le roi du Maroc pour sa collection privée, deux par James Sherwood, fondateur du groupe britannique Sea Containers (en), pour le VSOE et la dernière par le suisse Albert Glatt pour son train Nostalgie-Istanbul-Orient-Express (NIOE).
Si le train de luxe desservant Istanbul et Athènes a disparu, il existe toujours l'Orient-Express originel circulant entre Paris et Bucarest avec du matériel ordinaire. De plus, plusieurs entrepreneurs décident de créer un train touristique avec du matériel d'époque restauré permettant aux passagers de revivre l'expérience de l'Orient-Express à son âge d'or. Le « Nostalgie-Istanbul-Orient-Express » est lancé par le suisse Albert Glatt en 1976 et le « Venise-Simplon-Orient-Express » par Sherwood en 1982.
En 1991, la liaison tri-hebdomadaire de l'Orient-Express vers Bucarest est supprimée. Le train de nuit se limite désormais au trajet entre Paris et Budapest via Vienne. Étonnamment, en 1998, l'Orient-Express regagne une voiture-lits (roumaine, désormais) qui circule deux fois par semaine jusqu'à Bucarest. Mais en juin 2001, les voitures vers Budapest et Bucarest sont supprimées. L'Orient-Express se limite alors à un train de nuit EuroNight faisant l'aller-retour entre Paris et Vienne,.
À la suite de l'ouverture de la LGV Est européenne entre Paris et Strasbourg en juin 2007, l'Orient-Express ne se résume plus qu'à un service associant le TGV Paris – Strasbourg, en correspondance avec un train de nuit EuroNight circulant entre Strasbourg et Vienne, exploité avec du matériel moderne des chemins de fer fédéraux autrichiens. Finalement, pénalisé par le changement à Strasbourg, qui lui fait perdre ses derniers clients, attirés de plus en plus, par l'attractivité tarifaire des compagnies aériennes à bas prix, l'Orient-Express s'arrête et le train no 469 quitte pour la dernière fois la gare de Strasbourg le 12 décembre 2009,,.

### Le projet de relance (depuis 2011)

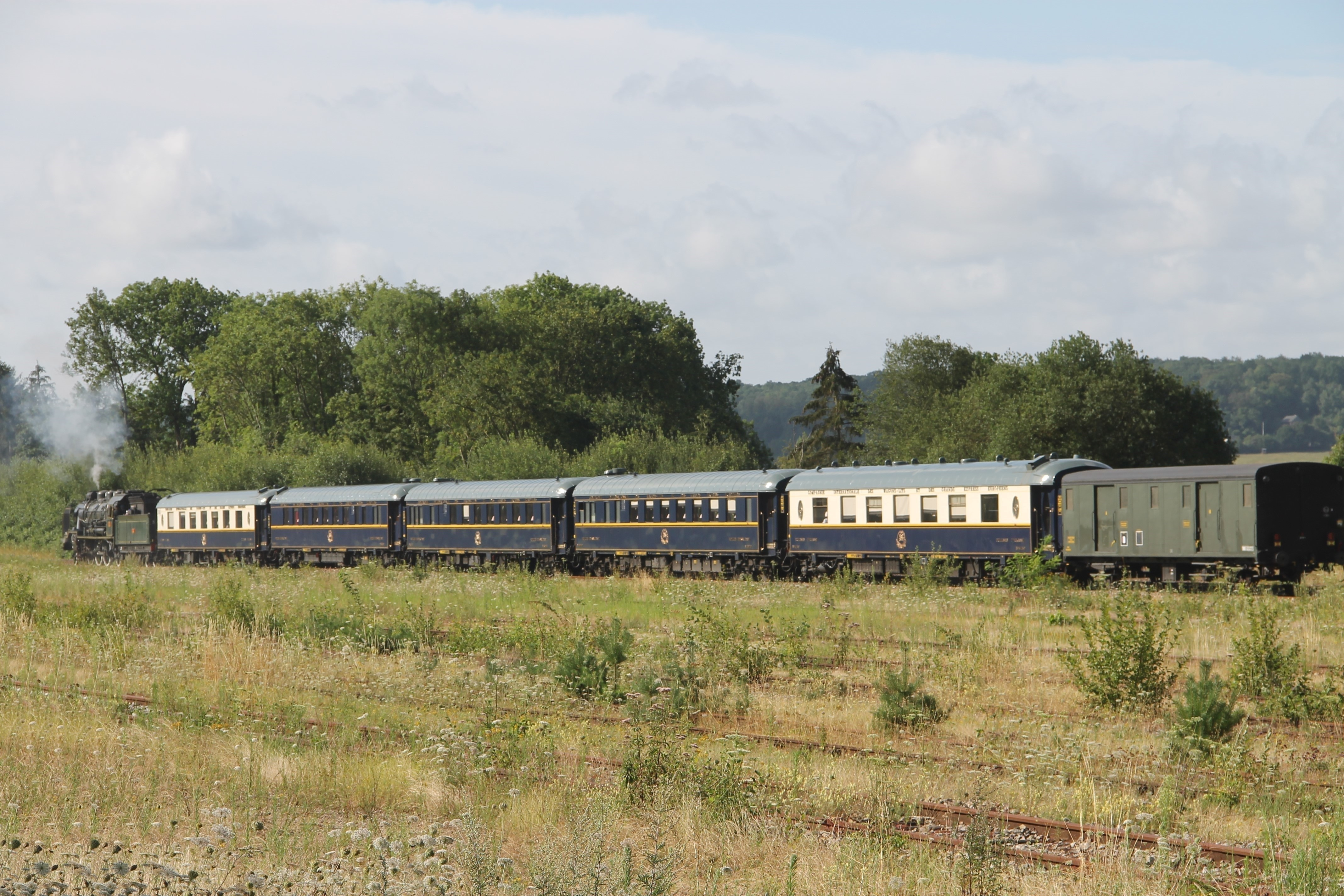
Voitures rachetées par la SNCF tractées par la 231 G 558 du Pacific Vapeur Club quittant la Gare de Glos - Montfort.
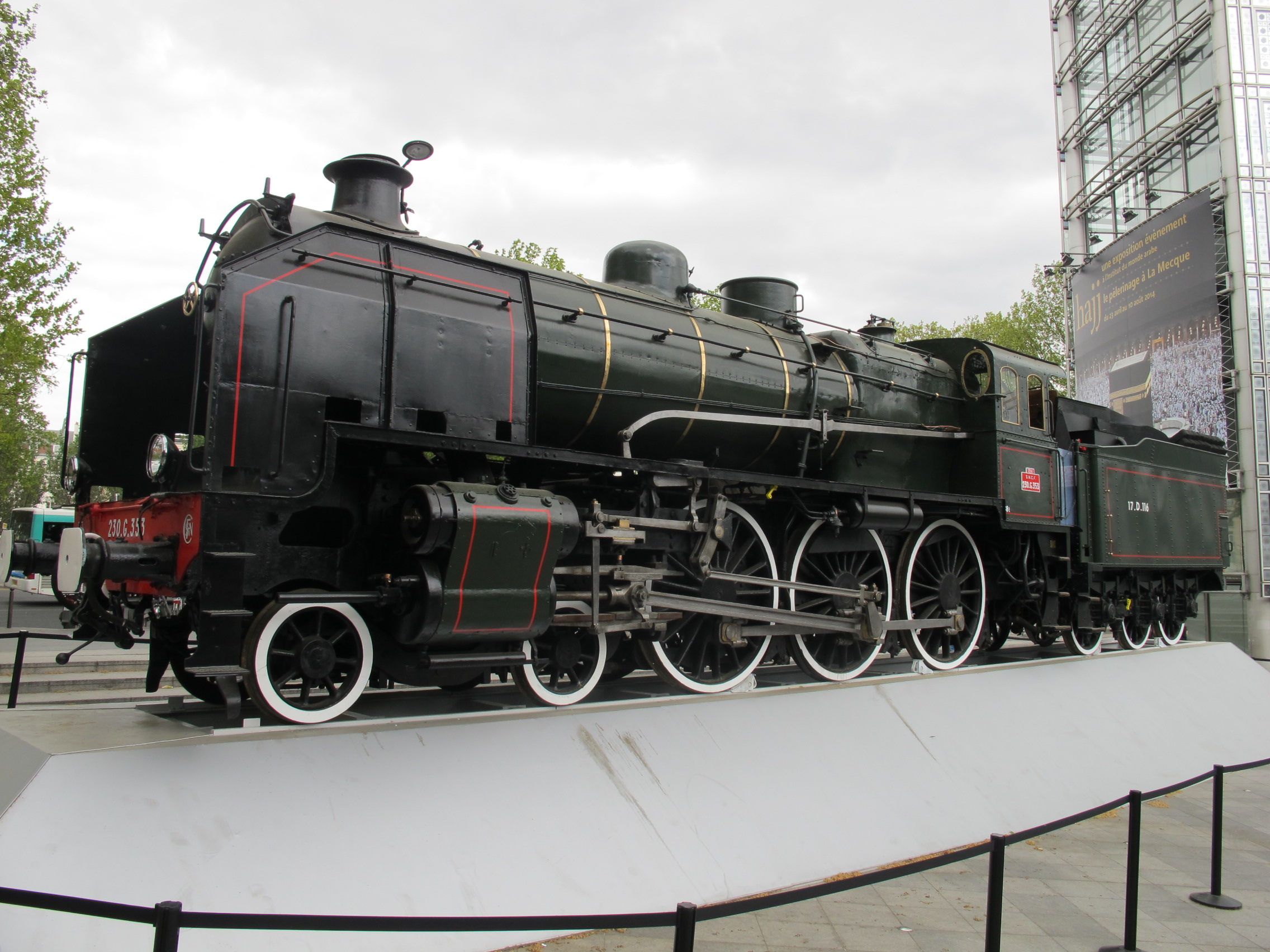
La locomotive 230 G 353 ayant figuré dans le film Le Crime de l'Orient-Express, exposée à l'Institut du monde arabe en 2014.
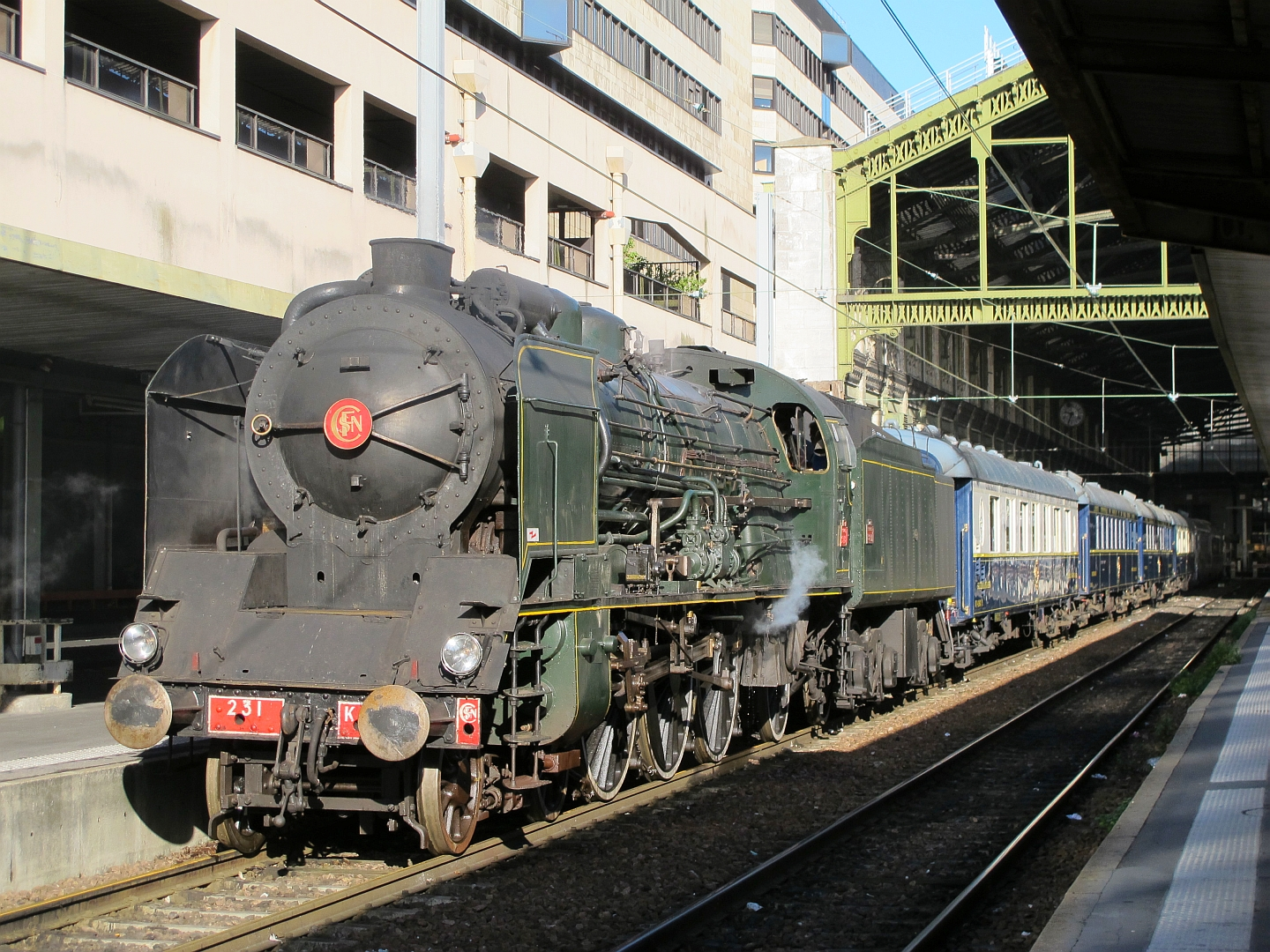
Reconstitution de l'Orient-Express, avec la 231 K 8 et les voitures Pullman CIWL de la SNCF, à Paris-Gare-de-Lyon en septembre 2013[41].

En juin 2011, la SNCF rachète aux enchères sept anciennes voitures de l'Orient-Express dénommées Taurus, Anatolie, Flèche d'Or, Riviera, Train bleu, Étoile du nord et Côte d’azur, du nom des différents trains de luxe de la Compagnie des wagons-lits,. Elle crée par la même occasion la société Orient-Express dans le but de faire revivre un jour le train de luxe. La SNCF veut relancer dans les cinq à dix ans un nouvel Orient-Express du XXIe siècle avec de nouvelles voitures, en associant l'artisanat d'art de l'époque Art déco au confort et à la technologie contemporaine. En avril 2014, elle présente un concept d'aménagement intérieur,,,. Du 4 avril au 31 août 2014, le train est exposé sur le parvis de l'Institut du monde arabe à l'occasion d'une grande exposition consacrée à l'Orient-Express. L'exposition est un succès avec plus de 250 000 visiteurs.
Le 4 octobre 2017, 134 ans jour pour jour après le lancement de l'Orient-Express, le groupe AccorHotels prend une participation de 50 % dans la société Orient-Express au côté de la SNCF. Il va ainsi pouvoir développer une nouvelle collection d'hôtels prestigieux sous l'enseigne Orient-Express et se renforcer dans le domaine de l'hôtellerie de luxe,. Accor achète finalement, quelques années après, la totalité des droits sur le nom « Orient Express ».
En plus de proposer des voyages privés dans les wagons vintage conservés, de son magazine High Life et d'une chaîne d'hôtels en développement, Orient Express dévoile en juillet 2021 une ligne d'objets consacrés à l'art du voyage. En 2022, le groupe hôtelier Accor annonce l’ouverture de ses premiers hôtels Orient Express, le premier au sein du gratte-ciel emblématique de Bangkok, la tour King Power Mahanakhon, le second dans l’ancien Palazzo Fonseca, palais du XVIIe siècle au cœur de Rome. Orient Express annonce l’ouverture de 10 nouvelles adresses d’ici 2023. Soutenu par Sébastien Bazin le PDG d'Accor, le projet de remettre le luxueux train historique sur les rails avance, alors que rénovation et décoration sont en cours durant 2022.

## Trajets de l'Orient-Express

Trajets de l'Orient-Express depuis sa création.

L'Orient-Express permettait de relier l'Europe de l'Ouest (Londres, Paris...) à l'Europe de l'Est et du Sud (Istanbul, Athènes, Bucarest...) via trois trajets qui, lancés l'un après l'autre, ont fonctionné ensemble. Ainsi, à son âge d'or, l'Orient-Express était un véritable réseau ferroviaire reliant les grandes villes européennes :
- l'Orient-Express (1883-2009) relie Londres et Paris à Istanbul et Bucarest en passant par l'Allemagne, puis son trajet est progressivement réduit jusqu'à son arrêt (1962-2009) ;
- le Simplon-Orient-Express (1919-1962), puis le Direct-Orient-Express (1962-1977), relient Londres et Paris à Istanbul, Athènes et Bucarest en passant par l'Italie ;
- l'Arlberg-Orient-Express (1932-1991) relie Londres et Paris à Athènes et Bucarest en passant par la Suisse, puis son trajet est progressivement réduit et prend le nom d'Arlberg-Express (1962-1991).

Plusieurs lignes sont mises en service pour relier les grandes villes européennes non traversées par l'Orient-Express à ce dernier :
- Ostende-Vienne-Orient-Express (de), qui dessert Amsterdam et Bruxelles ;
- Berlin-Budapest-Orient-Express, qui dessert Berlin et Prague ;
- Balt-Orient-Express (de), qui dessert Stockholm, Berlin et Prague ;
- La Flèche d'or puis le Night Ferry, qui desservent Londres.

De plus, l'Orient-Express peut être prolongé par d'autres trains de nuit à Istanbul pour aller plus à l'Est et plus au Sud :
- Taurus Express (1930) dessert Damas (Syrie), Bagdad (Irak), Beyrouth (Liban) voire Le Caire (Égypte) ;
- Vangolü-Express (1971), dessert Téhéran (Iran).

Depuis l'arrêt des lignes régulières, des trains touristiques privés, comme le Venise-Simplon-Orient-Express, font revivre l'expérience de l'Orient-Express en roulant sur les anciens trajets.

Réseau de l'Orient-Express au fil des époques
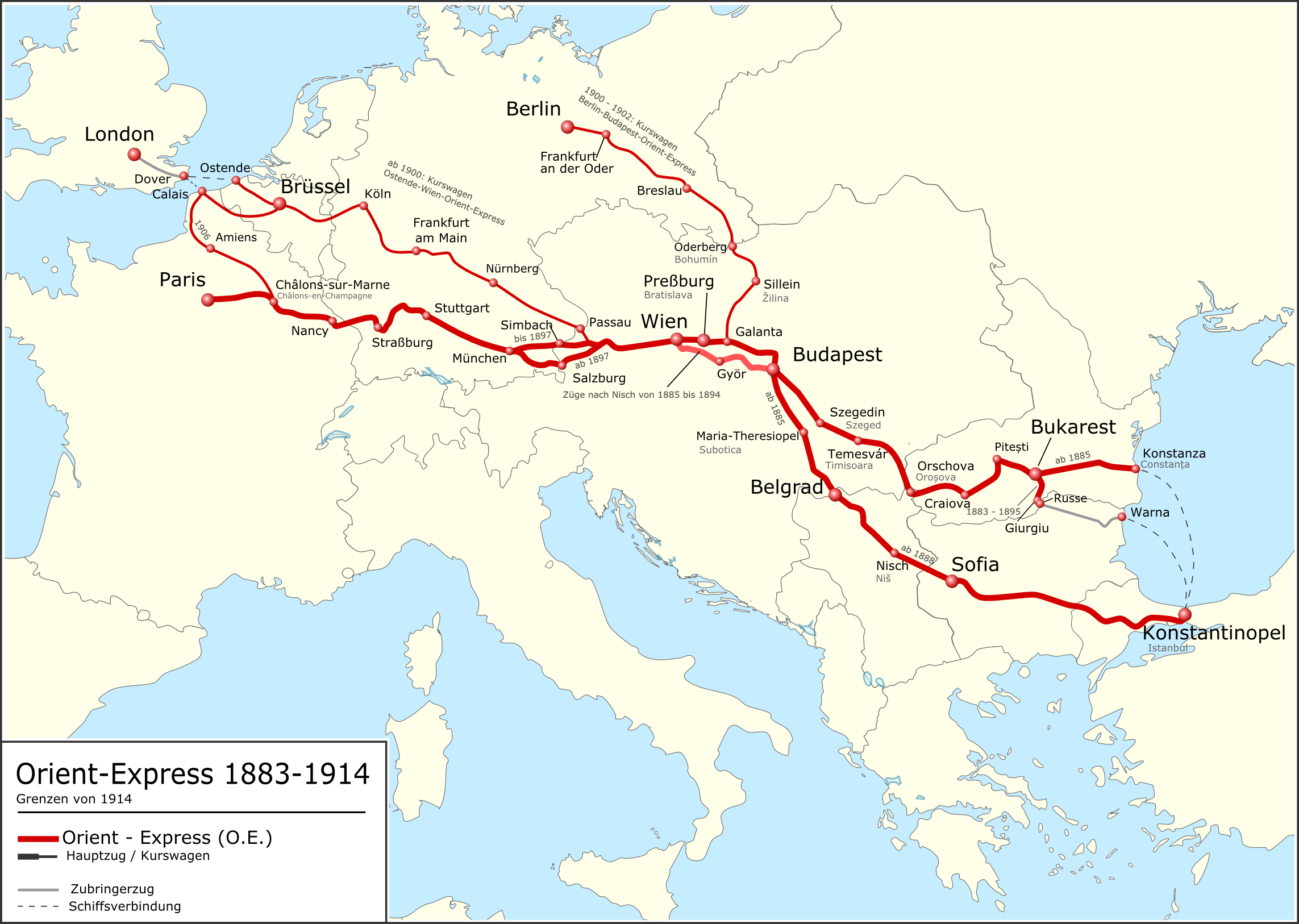
1883 - 1914
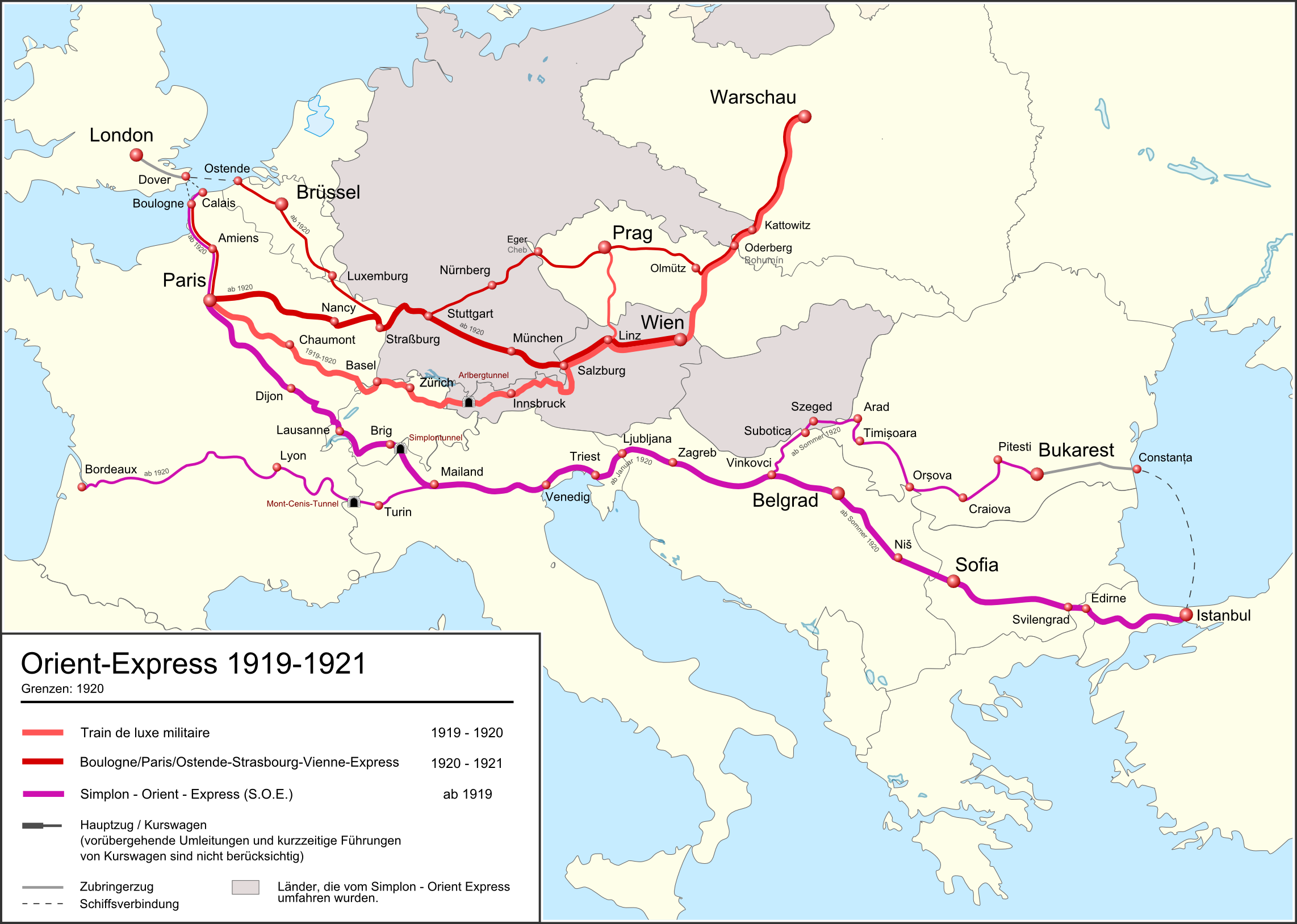
1919 - 1921
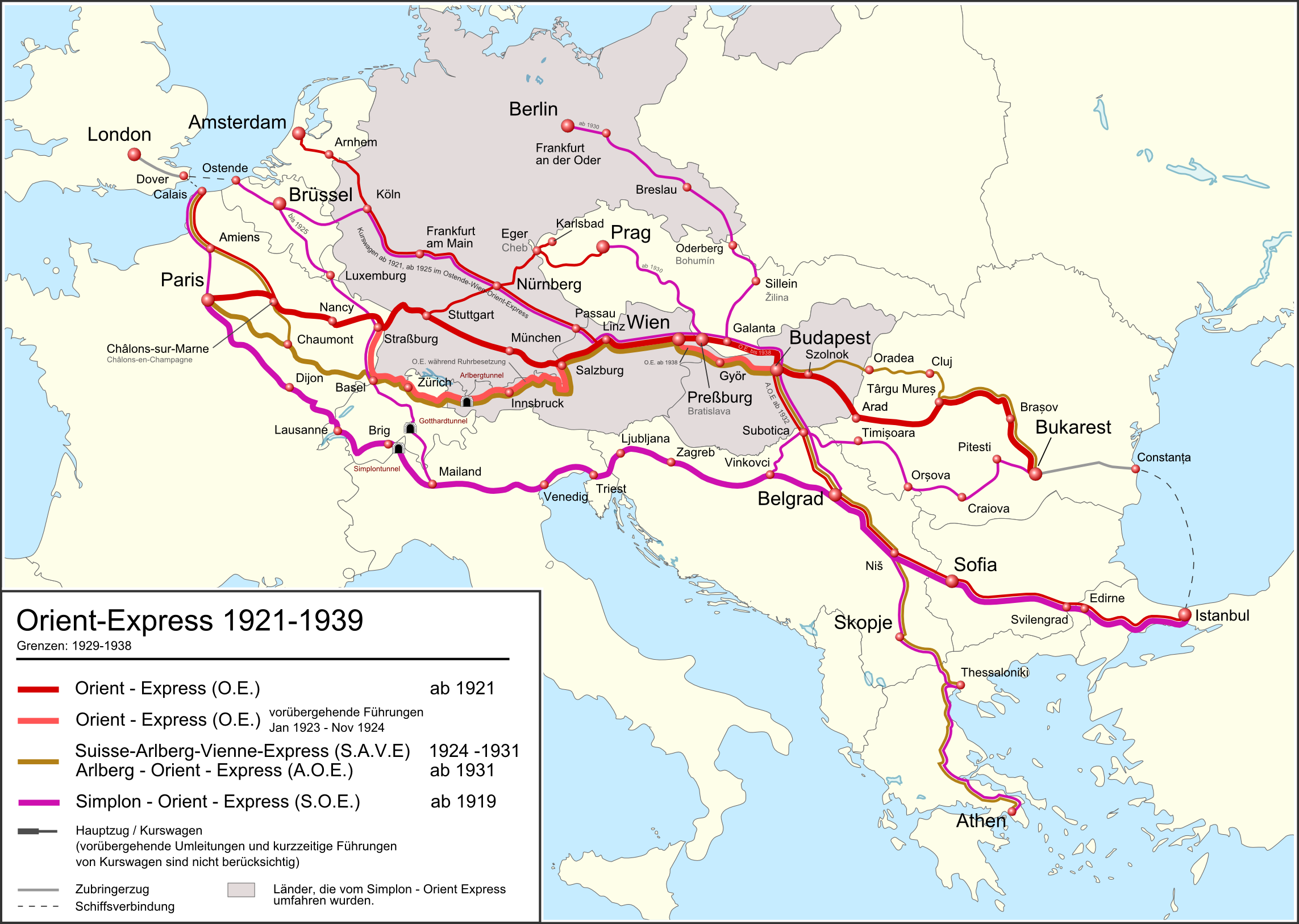
1921 - 1939
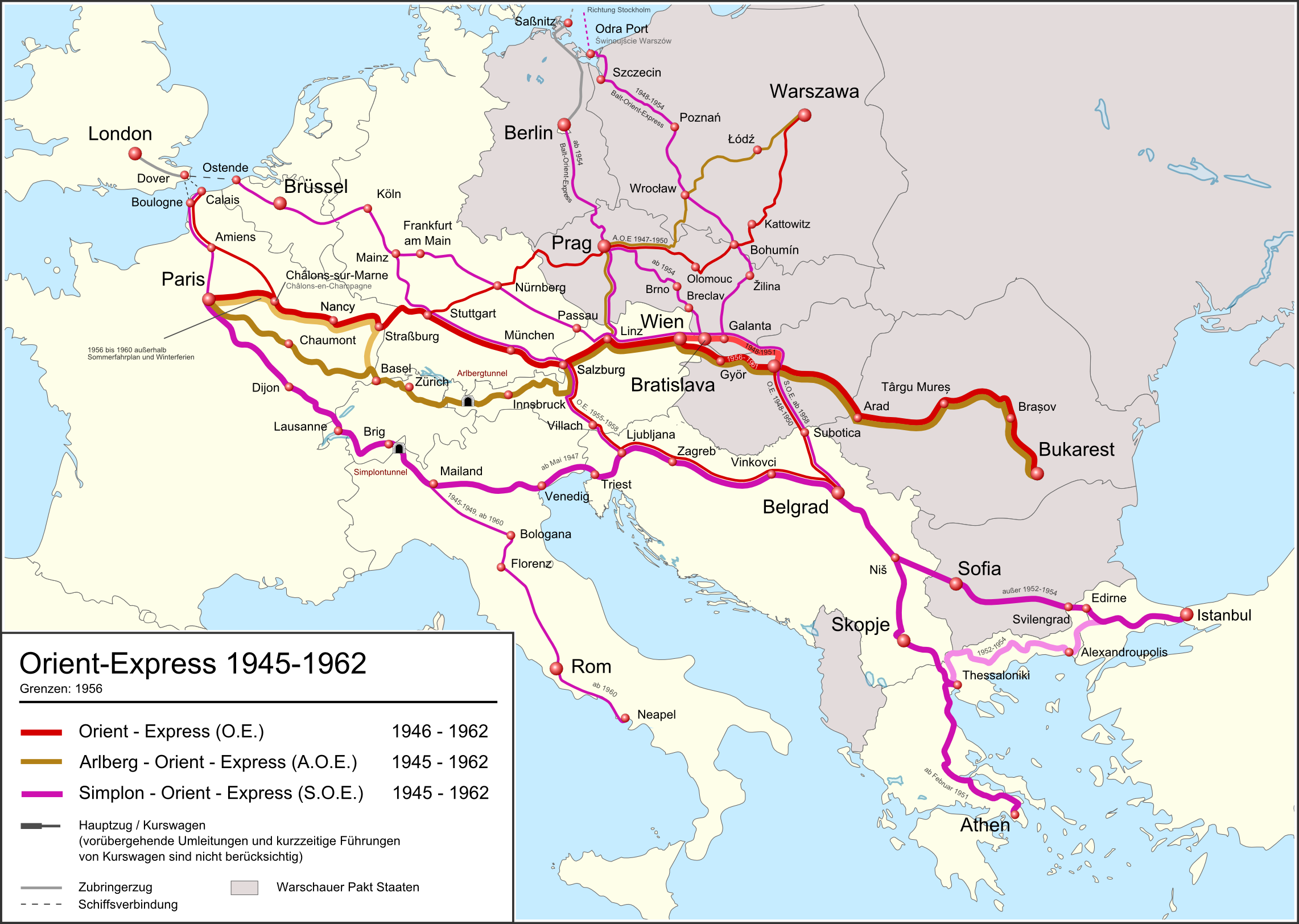
1945 - 1962

### Orient-Express
L'Orient-Express relie Londres et Paris à Constantinople/Istanbul de 1883 à 1962, avec seulement deux interruptions correspondant aux deux guerres mondiales. Ensuite, le trajet est réduit et ne roule plus que jusqu'à Bucarest en 1962, Budapest en 1992 et Vienne en 2001. Le train ne fait plus que l'aller-retour entre Strasbourg et Vienne à partir de 2007, avant de disparaître totalement en 2009. La ligne passe par le Royaume-Uni, la France, l'Allemagne, l'Autriche, la Slovaquie, la Hongrie, la Roumanie, la Serbie, la Bulgarie et la Turquie.
| Lignes                         | Étapes |
| ------------------------------ | --- |
| Calais – Strasbourg – Budapest | Calais-Maritime (correspondance avec Londres) – Calais-Ville – Amiens – Paris-Nord – Paris-Est – Épernay – Châlons-sur-Marne – Bar-le-Duc – Nancy – Lunéville – Igney-Avricourt – Deutsch-Avricourt – Strasbourg – Oos (Baden-Baden) – Karlsruhe – Pforzheim – Stuttgart – Geislingen – Ulm – Augsbourg – Munich – Salzbourg – Attnang – Wels – Linz – Amstetten – Vienne – Pozsony (Bratislava) – Galanta – Budapest |
| Budapest – Bucarest – Istanbul | Budapest – Cegléd – Szeged – Temesvár (Timișoara) – Herkulesfürdő (Băile Herculane) – Orșova – Verciorova – Turnu Severin – Craiova – Slatina – Pitești – Bucarest – Constanța – bateau – Istanbul |
| Budapest – Belgrade – Istanbul | Budapest – Szabadka (Subotica) – Zimony (Zemun) – Belgrade – Niš – Tzaribrod (Dimitrovgrad) – Sofia – Sarambey (Septemvri) – Philippopoli (Plovdiv) – Mustafapaşa (Svilengrad) – Andrinople (Edirne) – Istanbul |

### Simplon-Orient-Express

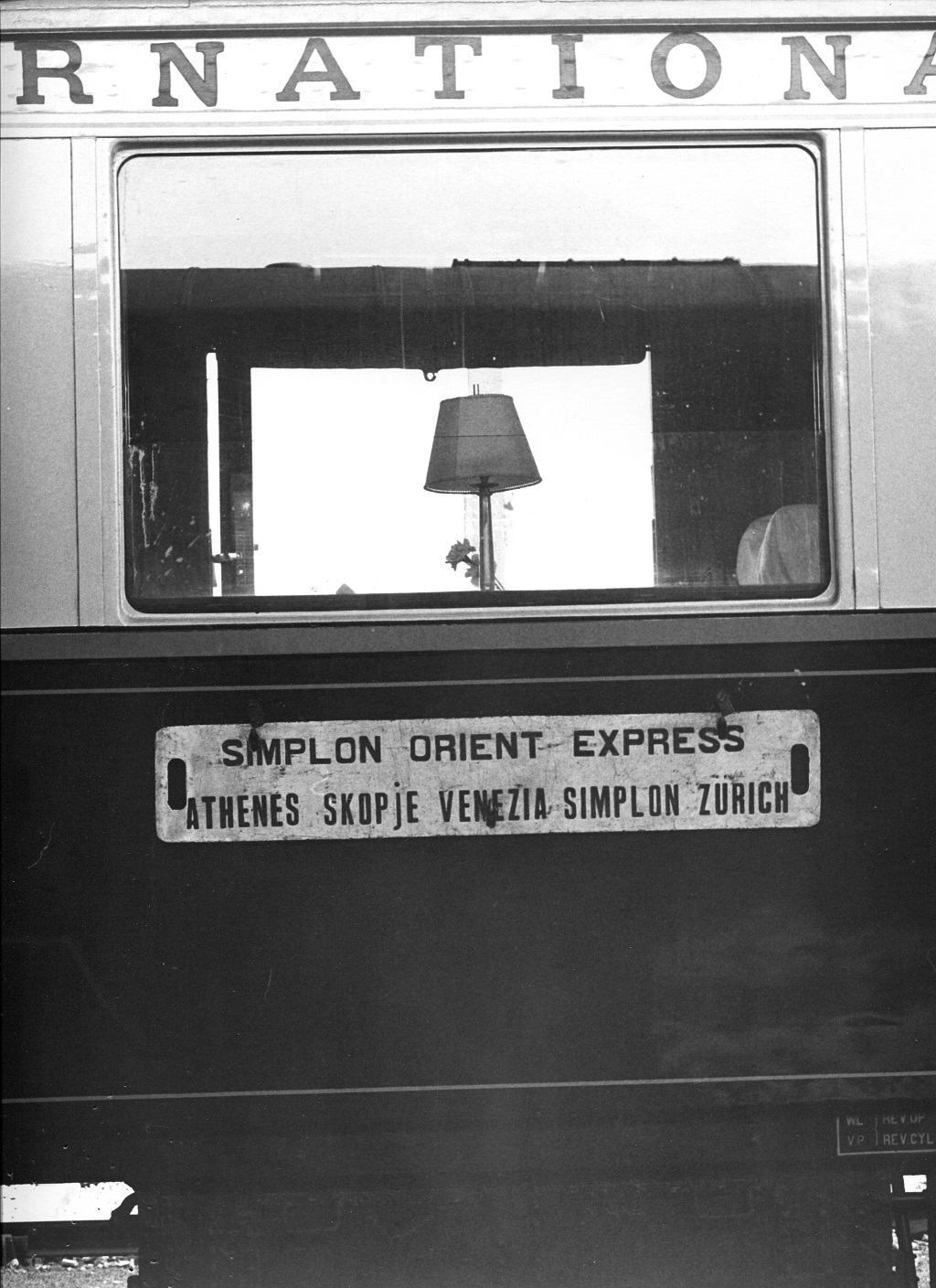
Plaque d'itinéraire du Simplon-Orient-Express.

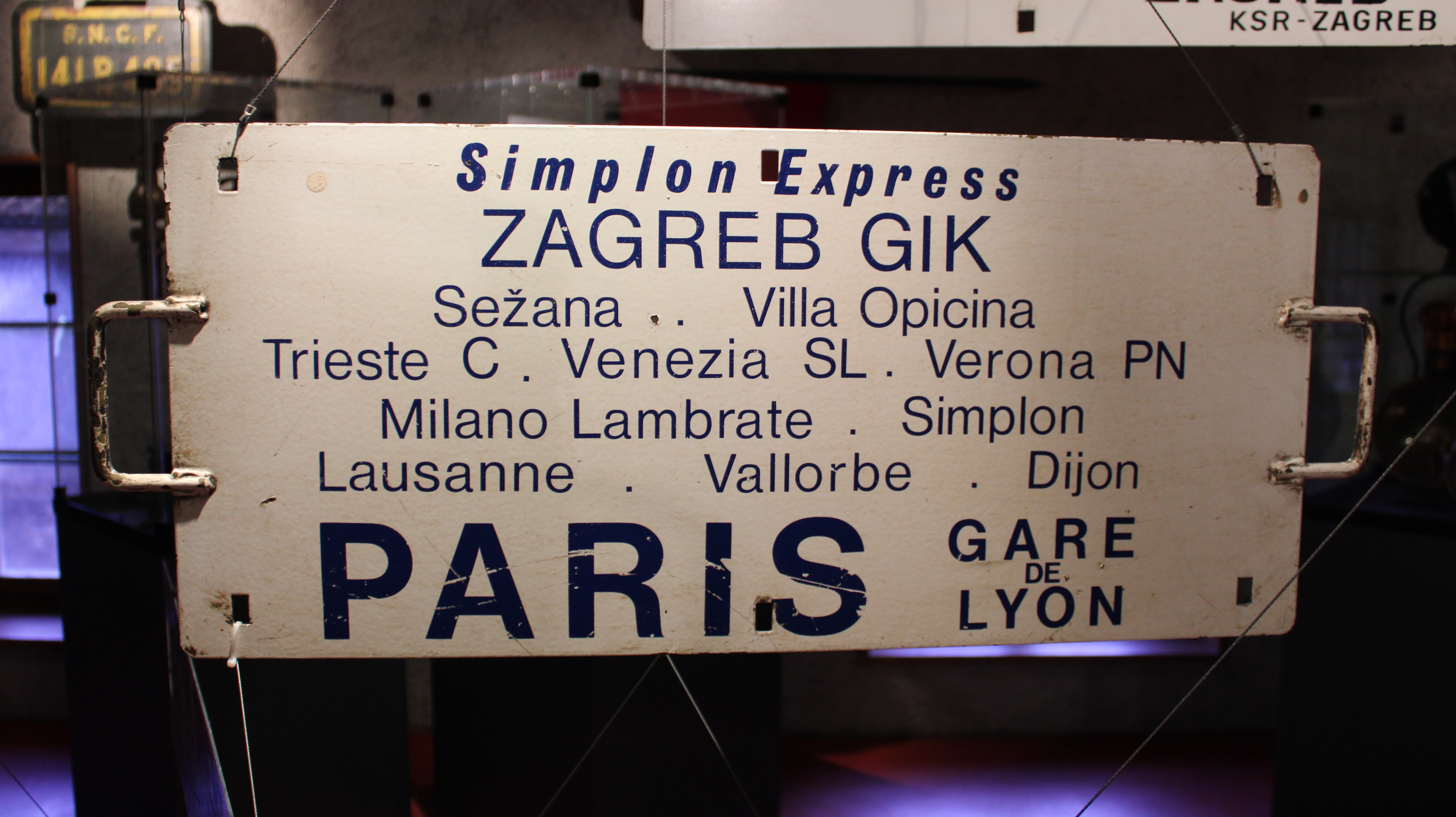
Plaque du Simplon-Express (Zagreb – Paris), exposée au musée du fer et du chemin de fer de Vallorbe.

Le Simplon-Orient-Express relie Londres et Paris à Istanbul, Athènes et Bucarest de 1919 à 1962, avec seulement l'interruption de la Seconde Guerre mondiale. Il est ensuite remplacé par le Direct-Orient jusqu'à son arrêt en 1977.
La ligne passe par le Royaume-Uni, la France, la Suisse, l'Italie, la Slovénie, la Croatie, la Serbie, la Macédoine, la Grèce, la Bulgarie et la Turquie.
| Lignes                | Étapes |
| --------------------- | --- |
| Calais – Venise – Niš | Calais-Maritime (correspondance avec Londres) – Boulogne-Maritime – Paris-Nord – Paris-Lyon – Laroche-Migennes – Dijon – Vallorbe – Lausanne – Vevey – Montreux – Sion – Sierre – Brigue – Domodossola – Baveno – Stresa – Arona – Milan – Vérone – Padoue – Venise – Trieste – Poggioreale (renommée Villa Opicina en 1966) – Sezana – San Pietro del Carso (Pivka) – Postumia (Postojna) – Rakek (Cerknica) – Ljubljana – Zagreb – Brod – Vinkovci – Belgrade – Niš |
| Niš – Athènes         | Niš – Skopje – Devdelija (Guevgueliya) - Idomeni – Thessalonique – Larissa – Amfiklia (Amphiclée-Élatée) – Athènes – Le Pirée |
| Niš – Istanbul        | Niš – Caribrod (Dimitrovgrad) – Dragoman – Sofia – Plovdiv – Svilengrad – Edirne – Pythion – Uzunköprü – Istanbul |
| Vinkovci – Bucarest   | Vinkovci – Subotica – Kikinda – Jimbolia – Timișoara – Craiova – Bucarest |

### Arlberg-Orient-Express
L'Arlberg-Orient-Express relie Londres et Paris à Bucarest et Athènes de 1932 à 1962, avec seulement l'interruption de la Seconde Guerre mondiale. Il prend la suite du Suisse-Arlberg-Vienne-Express lancé en 1924 et se voit remplacé par l'Arlberg-Express qui sera supprimé en 2007. La ligne passe par la France, la Suisse, l'Autriche, la Hongrie, la Roumanie, la Serbie, la Macédoine et la Grèce.
| Lignes                     | Étapes |
| -------------------------- | --- |
| Calais – Zurich – Budapest | Calais-Maritime (correspondance avec Londres) – Boulogne-Maritime – Étaples-Le Touquet – Laon – Chaumont (correspondance avec Paris-Est) – Belfort – Mulhouse – Bâle – Zurich – Sargans – Buchs – Feldkirch – Langen (Klösterle) – Sankt Anton am Arlberg – Landeck – Innsbruck – Kitzbühel – Zell am See – Schwarzach St. Veit – Salzbourg – Linz – Vienne – Hegyeshalom – Győr – Budapest |
| Budapest – Bucarest        | Budapest – Biharkeresztes – Oradea – Cluj-Napoca – Teiuș – Brașov – Sinaia – Bucarest |
| Budapest – Athènes         | Budapest – Kelebia – Szabadka (Subotica) – Belgrade – Niš – Skopje – Devdelija (Guevgueliya) – Idoméni – Thessalonique – Amfiklia (Amphiclée-Élatée) – Athènes – Le Pirée |

### La Dolce Vita (2023)
En 2022, le groupe Accor annonce la remise sur les rails de six nouveaux trains, concurrents du Venice‑Simplon‑Orient‑Express du groupe Belmond (LVMH). Il s’appellera La Dolce Vita. Ils circuleront majoritairement en Italie, avec des échappées reliant Rome à Paris, Split et Istanbul.

### L'Orient Express (2025)
Après plus de 45 ans d’absence, la société Orient Express refait surface avec une nouvelle identité. Pour cela, elle fait appel à un architecte français, Maxime d’Angeac. Les nouveaux wagons de l’Orient Express ont été imaginés, dessinés, et réalisés par Maxime d’Angeac, qui a puisé son inspiration dans le style Art déco déjà utilisé pour la fabrication des wagons dans les années 1930. Ce nouvel Orient Express vise à remettre au goût du jour le voyage en wagon-lit.

## Trains-croisières

### Nostalgie-Istanbul-Orient-Express
Le « Nostalgie-Istanbul-Orient-Express » est le premier Train-Croisière, créé en 1976 par Albert Glatt, patron de l'agence de voyages suisse Intraflug. Composé de matériel d'époque restauré, il circule entre Zurich et Istanbul et connaît un certain succès, jusqu'à son arrêt dans les années 2000.
En 1988, ce train réalise sous le nom d'« Extrême-Orient-Express » le plus long parcours jamais fait en train en reliant Paris (France) à Tokyo (Japon) via Berlin (Allemagne), Minsk (Biélorussie), Moscou (Russie) et la Sibérie (rails du Transsibérien) avec transbordement vers Yokohama par bateau,. Ce périple est rendu possible par la collaboration de l'ensemble des services de la Compagnie des wagons-lits et de plusieurs sociétés japonaises. Sur place, le train circule pendant plusieurs mois sur le réseau ferroviaire japonais tandis qu'une grande exposition est organisée à Tokyo[réf. nécessaire]. Mais cette opération s'avérant très coûteuse, le train est rapatrié en Europe et ne refera plus jamais ce trajet. L'opération ayant eu raison des finances de son instigateur, la rame sera revendue à un ancien cheminot allemand pour une bouchée de pain. Ce dernier n'ayant plus les moyens de l'exploiter, elle finira remisée sur une voie d'une petite gare polonaise à la frontière biélorusse jusqu'à ce qu'Arthur Mettetal (v. supra) la redécouvre en 2016.

### Venise-Simplon-Orient-Express

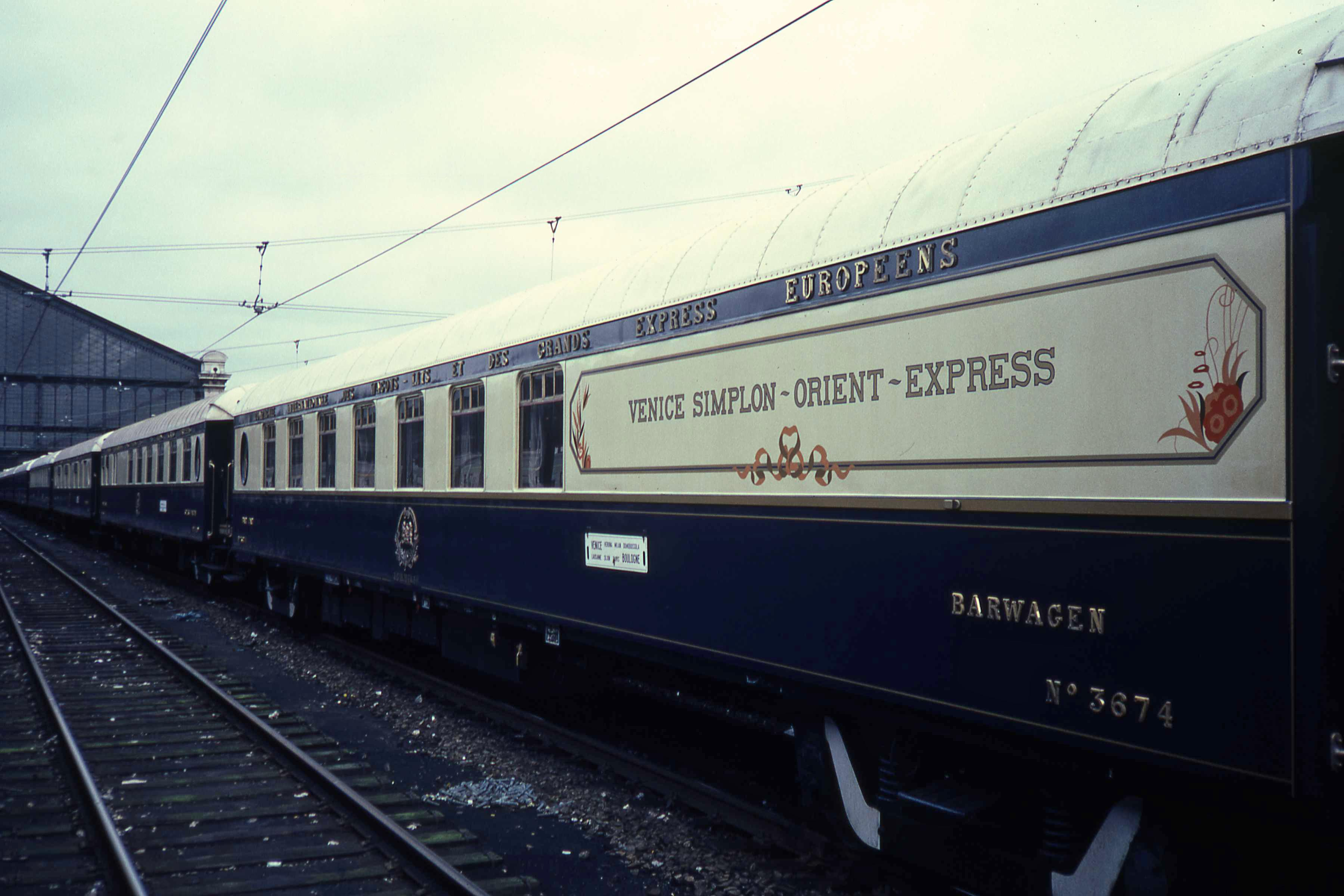
Le Venise-Simplon-Orient-Express à la gare de Paris-Austerlitz en 1983.

Le « Venise-Simplon-Orient-Express » est un train régulier créé le 25 mai 1982 par James Sherwood et appartenant à la société britannique Belmond (anciennement Orient-Express Hotels). Il circule entre Londres et Venise ou Vérone via Paris plusieurs fois par semaine. Il dessert plus rarement les villes de Berlin, Vienne, Prague et Budapest, et renoue une fois par an avec le trajet d'origine de l'Orient-Express en rejoignant Istanbul. Le train permet aux voyageurs de revivre l'expérience de l'Orient-Express à son âge d'or. Il est composé de dix-sept voitures d'origine restaurées — onze voitures-lits, trois voitures-restaurant, une voiture-bar et deux voitures pour le personnel — avec tout le confort d'époque, c'est-à-dire qu'il n'y pas de douche, de climatisation ou de Wi-Fi à bord et que le chauffage est toujours assuré par des poêles à charbon,,,.
La création de ce train est l'idée du riche entrepreneur américano-britannique James Sherwood, président de la société de transport maritime Sea Containers (en), qui cherche un moyen de faire venir les riches Britanniques jusqu'à Venise où il vient de racheter l'hôtel de luxe Cipriani. Ce dernier est alors boudé par les Britanniques qui préfèrent se rendre sur la Riviera méditerranéenne. En octobre 1977, il rachète deux wagons de l'Orient-Express en piteux état lors d'une vente aux enchères à Monaco, et déniche une vingtaine de voitures chez des ferrailleurs, des manouches et des collectionneurs, qu'il restaure à grand frais (autour de 20 millions de livres sterling),,. Belmond passe un accord de licence à long terme avec la SNCF, détentrice de la marque Orient-Express, pour appeler le train Venise-Simplon-Orient-Express. Par la diversification des destinations proposées, il assure désormais, outre sa fonction de train régulier entre Calais, Paris et Venise, une nouvelle vocation de Train-Croisière.

### Pullman Orient-Express
Le « Pullman Orient-Express » est un train créé le 18 septembre 2003 par la Compagnie des wagons-lits, désormais filiale du groupe hôtelier français Accor. Il est composé de sept voitures d'époque classées aux monuments historiques et restaurées pour un coût de 2,5 millions d'euros. Le train n'a pas vocation à assurer des liaisons ferroviaires régulières mais à proposer des dîners-voyages de luxe, au départ de Paris (Champagne, Touraine, Normandie) ou à être loué aux entreprises et particuliers pour des soirées thématiques et des manifestations prestigieuses.
En juin 2011, la SNCF rachète aux enchères ces sept voitures, dénommées Taurus, Anatolie, Flèche d'Or, Riviera, Train bleu, Étoile du nord et Côte d’azur, du nom des différents trains de luxe de la Compagnie des wagons-lits,.

### Bruxelles – Venise
À partir de 2024, un nouveau trajet reliera la capitale belge à Venise.

## Dans les arts et la culture

### Littérature

#### Roman

Agatha Christie, a écrit le Crime de l'Orient-Express en 1934.

Le premier genre littéraire à s'emparer de l'Orient-Express est le récit de voyage. En 1883, l'écrivain et futur académicien Edmond About livre un compte-rendu du voyage inaugural du train, auquel il a participé, dans De Pontoise à Stamboul. Maurice Dekobra raconte son expérience dans La Madone des sleepings en 1925, et Paul Theroux relate son périple de Grande-Bretagne au Japon en trains de nuit dans The Great Railway Bazaar (en) en 1975. L'écrivain et futur académicien Paul Morand, dont la carrière diplomatique l'a amené à prendre l'Orient-Express, en parle à deux reprises, d'abord en 1922 dans une nouvelle du recueil Ouvert la nuit, puis en 1962 dans Adieu à l'Orient-Express, une nouvelle du recueil Le Voyage. Valery Larbaud choisit la poésie pour livrer son expérience dans le recueil Poèmes par un riche amateur en 1908.
De nombreux écrivains vont mettre en scène leur intrigue dans l'Orient-Express, mais celle qui est définitivement associée au « roi des trains » est la « reine du crime » Agatha Christie avec Le Crime de l'Orient-Express publié en 1934. Ce roman policier à succès, l'un des plus connus de l'écrivaine britannique, montre le détective Hercule Poirot enquêter sur le meurtre d'un passager du Simplon-Orient-Express, alors bloqué en rase-campagne par la neige. Agatha Christie s'est inspirée d'un fait réel survenu à l'hiver 1929 lorsqu'un train s'est retrouvé bloqué pendant cinq jours. Une autre histoire de la romancière se déroule à bord de l'Orient-Express : dans la nouvelle Avez-vous tout ce que vous voulez ? publiée dans le recueil Mr Parker Pyne en 1934, l'enquêteur Parker Pyne vient en aide à une passagère préoccupée.
L'Orient-Express est une source d'inspiration pour de nombreux autres auteurs de romans. En 1897, le professeur Van Helsing prend le train de luxe dans Dracula de Bram Stoker. En 1907, Guillaume Apollinaire raconte les tribulations sexuelles d'un prince roumain en partie à bord du train dans le roman pornographique Les Onze Mille Verges. En 1932, Graham Greene imagine les rencontres et séparations des passagers du train au fil des arrêts dans Orient-Express. En 1957, l'agent secret britannique James Bond fait un voyage particulièrement mouvementé à bord de l'Orient-Express dans Bons Baisers de Russie de Ian Fleming. En 1999, George MacDonald Fraser réécrit l'Histoire dans Flashman and the Tiger en faisant de son héros Harry Paget Flashman un passager du voyage inaugural de l'Orient-Express. Pierre-Jean Remy reçoit le Prix de la Nouvelle de l'Académie française pour Orient-Express II en 1984 après avoir sorti Orient-Express I en 1979. L'Orient-Express apparaît aussi de façon plus ou moins importante dans Wagon-lit de Joseph Kessel (1932), Orient-Express de Louis-Thomas Jurdant (1933), Oriënt-Express d'A. den Doolaard (1934), Le Poisson chinois de Jean Bommart (1934), Voyage avec ma tante (en) de Graham Greene (1969), le pastiche de Sherlock Holmes La Solution à sept pour cent de Nicholas Meyer (1974), Le Voyageur de l'Orient-Express dans À l'ouest d'octobre de Ray Bradbury (1988), The Orient Express de Gregor von Rezzori (1992), la parodie La Matronne des sleepings de la série San-Antonio de Frédéric Dard (1993), la trilogie Lionboy (en) de Louisa Young (en) (2003-2004) et Béhémoth de Scott Westerfeld (2010).

#### Bande dessinée
La bande dessinée s'empare également du mythique train. La première œuvre est une adaptation du Crime de l'Orient-Express d'Agatha Christie par François Rivière et Solidor en 1995 dans la collection « Agatha Christie ». En 2014, Richard D. Nolane et Diego Olmos dessinent L'Orient-Express, le premier album de la collection « Trains de légende ». Ils y racontent une histoire librement inspirée de l'attentat perpétré contre le train en septembre 1931. Une collection de vingt-sept album érotiques a été éditée sous le nom Orient Sexpress de 1988 à 1992.

### Filmographie

#### Cinéma
Le cinéma s'est saisi de l'Orient-Express avec Sleeping Car par Anatole Litvak en 1933, Orient Express par Paul Martin en 1934, Du suif dans l'Orient-Express d'Alfred Weidenmann en 1965 et Voyages avec ma tante par George Cukor en 1972. En 1976, le pastiche de Sherlock Holmes écrit par Nicholas Meyer est réalisé par Herbert Ross sous le nom Sherlock Holmes attaque l'Orient-Express. Mais l'un des films les plus emblématiques de l'Orient-Express est l'adaptation du roman policier d'Agatha Christie : Sidney Lumet réalise en 1974 Le Crime de l'Orient-Express qui rassemble les vedettes de l'époque dont Albert Finney dans le rôle d'Hercule Poirot, considérée comme la plus proche du roman. 
Il est emprunté par James Bond dans Bons Baisers de Russie en 1964. 
En 1988, dans Les Douze Salopards : Mission fatale de Lee H. Katzin, des dignitaires nazis s'échappent à bord de l'Orient Express. En 1990, le train apparait dans Double Arnaque.
En 2017 sort Le Crime de l'Orient-Express de Kenneth Branagh.
En 2023 dans Mission Impossible Dead Reckoning, la dernière partie du film se déroule dans le train avec une scène de cascade dantesque. 
L'Orient-Express est également au centre d'intrigues originales, comme Orient Express de Carlo Ludovico Bragaglia en 1954, Night Train to Venice (en) de Carlo U. Quinterio en 1995, Death, Deceit and Destiny Aboard the Orient Express (en) de Mark Roper en 2001 et Orient Express (en) de Sergiu Nicolaescu en 2004. Il apparaît aussi de manière plus secondaire dans les 102 Dalmatiens de Kevin Lima en 2001 et dans Le Tour du monde en quatre-vingts jours de Frank Coraci en 2004. L'intrigue du film d'espionnage Une femme disparaît d'Alfred Hitchcock sorti en 1938 se déroule dans le train mythique sans pour autant le nommer.

#### Documentaire
- 2020 : Orient-Express, le voyage d'une légende, réalisé par Louis-Pascal Couvelaire.

#### Téléfilm
L'Orient-Express est présent dans les téléfilms Istanbul Express en 1968, Coup de foudre dans l'Orient-Express en 1985 et Les Douze Salopards : Mission fatale en 1988.
Orient-Express ( Stamboul Train) de Graham Greene, et celui d'Agatha Christie à deux reprises, d'abord dans Le Crime de l'Orient-Express avec Alfred Molina dans le rôle d'Hercule Poirot, en 2001.

#### Série
Dans l'épisode Le Crime de l'Orient-Express d'Hercule Poirot avec David Suchet dans le rôle du détective, en 2010. Il est aussi présent dans plusieurs épisodes de Max la Menace en 1965, Daylight Robbery on the Orient Express (en) dans The Goodies (en) en 1976, Minder on the Orient Express (en) dans Minder (en) en 1985, Émergence dans Star Trek : La Nouvelle Génération en 1994, Au train où vont les choses dans Chuck en 2010, La Momie de l'Orient-Express et La nuit de terreur de Nikola Tesla dans Doctor Who en respectivement 2014 et 2020, et  Le Royaume dans Forever en 2015.
Le train apparaît dans des épisodes de Dare Dare Motus en 1986, Tortues Ninja : Les Chevaliers d'écaille en 1993, Madeline en 1995 et Les Mélodilous en 2008.

### Musiques
Sir Richard Rodney Bennett (1936-2012) compose la musique mémorable du film Le Crime de l'Orient-Express, produit par la société londonienne EMI Films en 1974. Un disque vinyle 33 tours est alors édité par EMI Pathé-Marconi et fabriqué aux usines de Chatou dans les Yvelines.
Jean-Michel Jarre compose le titre Orient-Express en 1982.

### Jeux

#### Jeux de société
L'Orient-Express est présent dans plusieurs jeux de société : il est au centre de la mission Terreur sur l'Orient-Express du jeu de rôle sur table L'Appel de Cthulhu en 1994, et dans celle Operation: Orient Express jeu de rôle sur table Top Secret (en) en 1980.

#### Jeux vidéos
Le jeu vidéo s'empare également du train mythique. Ce dernier fait partie des trajets que le joueur peut parcourir dans les jeux de simulation ferroviaires Microsoft Train Simulator en 2001 et Trainz en 2004, et de ceux qu'il peut gérer dans les jeux de gestion ferroviaires Railroad Tycoon II en 1998 et Railroad Tycoon 3 en 2003. L'Orient-Express est aussi le lieu d'action des jeux d'aventure Heart of China en 1991, The Last Express en 1997 et Agatha Christie : Le Crime de l'Orient-Express en 2006, ce dernier étant une adaptation du roman éponyme d'Agatha Christie.

## Exemples de menus servis à bord

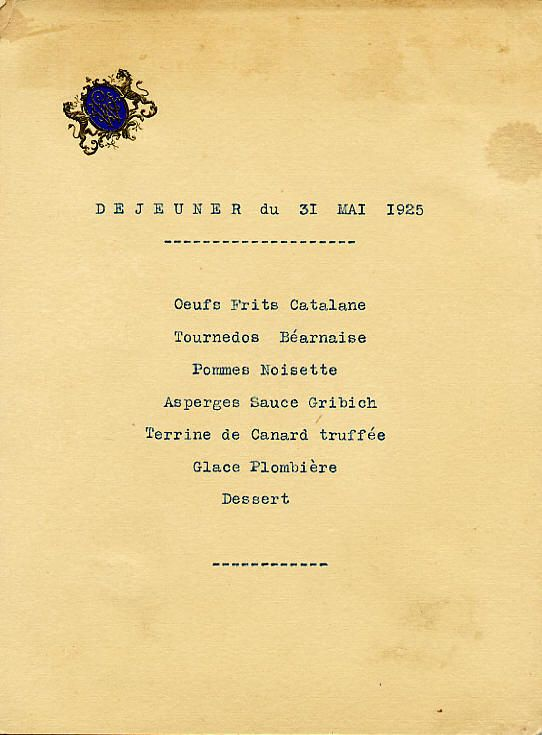
Exemple de menu, avec celui du 31 mai 1925.

### Menu du dîner, 17 avril 1884, Train d'Orient
Potage, perles du Japon, poissons, pommes à l'anglaise, filet de bœuf jardinière, rôti, poulet du Mans au cresson, légumes, chou-fleur au gratin, crème chocolat, desserts.

### Menus servis par la CIWL le jour de la signature de l'Armistice, le 11 novembre 1918
- Déjeuner : omelette paysanne, fricandeau florentine, choux-fleurs polonaise, viande froide à la gelée, salade, dessert[74] ;
- dîner : consommé aux diablotins, langouste en Bellevue, contre-filet à la Jussieu, endives demi-glace, dessert[74].

## Passagers célèbres
Au XIXe siècle, le roi des Belges Léopold II apporte son soutien à l'ingénieur Georges Nagelmackers dans son projet de création d'un train de luxe vers l'Orient. Il devient en quelque sorte le parrain de l'Orient-Express et en fait la promotion auprès des autres têtes couronnées d'Europe. Carol II de Roumanie, le sultan Abdülhamid II et ses nombreuses femmes furent parmi ses passagers tandis que Ferdinand Ier de Bulgarie conduisait le train à travers son royaume sans que personne n'ose s'y opposer,,. L'Orient-Express obtient le surnom de « roi des trains, train des rois ».
De nombreux artistes ont pris l'Orient-Express, comme les acteurs Marlene Dietrich et Jean Gabin, la danseuse Joséphine Baker, le chorégraphe Serge de Diaghilev, la grande couturière Coco Chanel, le poète Jean Cocteau et les écrivains Edmond About, Agatha Christie, Graham Greene, Ernest Hemingway, Pierre Loti et Léon Tolstoï. Plusieurs d'entre eux utiliseront le train comme décor pour un de leurs romans. L'Orient-Express a également connu la femme de lettres Marthe Bibesco, le marchand d'armes Basil Zaharoff, le physicien Albert Einstein, le neurologue Sigmund Freud et l'aventurier Lawrence d'Arabie. Calouste Gulbenkian échappe au génocide arménien en prenant clandestinement le train à Istanbul. L'Orient-Express était aussi prisé des espions comme Mata Hari ou Robert Baden-Powell qui cachait des informations sur les fortifications de la Dalmatie dans les dessins d'ailes de papillons,,,,.